# Violay
 (juin 2013).
Si vous disposez d'ouvrages ou d'articles de référence ou si vous connaissez des sites web de qualité traitant du thème abordé ici, merci de compléter l'article en donnant les références utiles à sa vérifiabilité et en les liant à la section « Notes et références ».
Violay est une commune française située dans le département de la Loire, en région Auvergne-Rhône-Alpes.
La commune est labellisée Station Verte depuis 2016 et Village Sport Nature depuis 2020.

## Géographie

### Localisation
Violay est un bourg de plus de 1 000 habitants de l'est du département de la Loire, jouxtant la limite avec le Rhône. Le village est construit de part et d'autre de la route départementale RD 1, axe principal du village reliant Balbigny à Tarare.

### Géologie et relief
D'une superficie de 27,07 km2, Violay est située entre 535 et 1 004 mètres d'altitude au mont Boussuivre. C'est le point culminant à l'est de la plaine du Forez. D'un point de vue strictement géographique, Violay n'est pas dans les monts du Lyonnais, mais par abus de langage, et surtout par coutume, le mont Boussuivre, point culminant de l'ouest lyonnais, visible de loin, est souvent considéré comme point culminant des monts du Lyonnais.
L'ensemble topographique (jumelant monts du Lyonnais et monts de Tarare) est repris sous l'appellation locale de « montagnes du Matin » (situées à l'est). Cette chaîne de basses montagnes (qui ressemblent par endroit à de simples collines) fait face aux « montagnes du Soir » (à l'ouest) qui regroupent les monts du Forez et les monts de la Madeleine. Ces deux appellations tirent leur nom de la course que fait le soleil au-dessus de la plaine et sont un moyen mnémotechnique apprécié des enfants pour l'apprentissage des points cardinaux.
Le relief de Violay est composé de petites collines arrondies et de crêtes, mais aussi de vallons encaissés et d'une petite montagne aux pentes plus escarpées : le mont Boussuivre. L'ensemble fait partie d'un très ancien massif montagneux soulevé en même temps que le reste du Massif central, érodé puis finalement ré-élevé au moment de la formation des Alpes.
Le sous-sol est principalement composé de granite et laisse de fait apparaître des veines de quartz mais aussi de calcite. On trouve de l'antimoine et de la galène plus profondément dans le sol ; du gneiss et du micaschiste sont aussi présents par endroits. Le percement du tunnel autoroutier de l'A89 a révélé une mixité géologique importante.

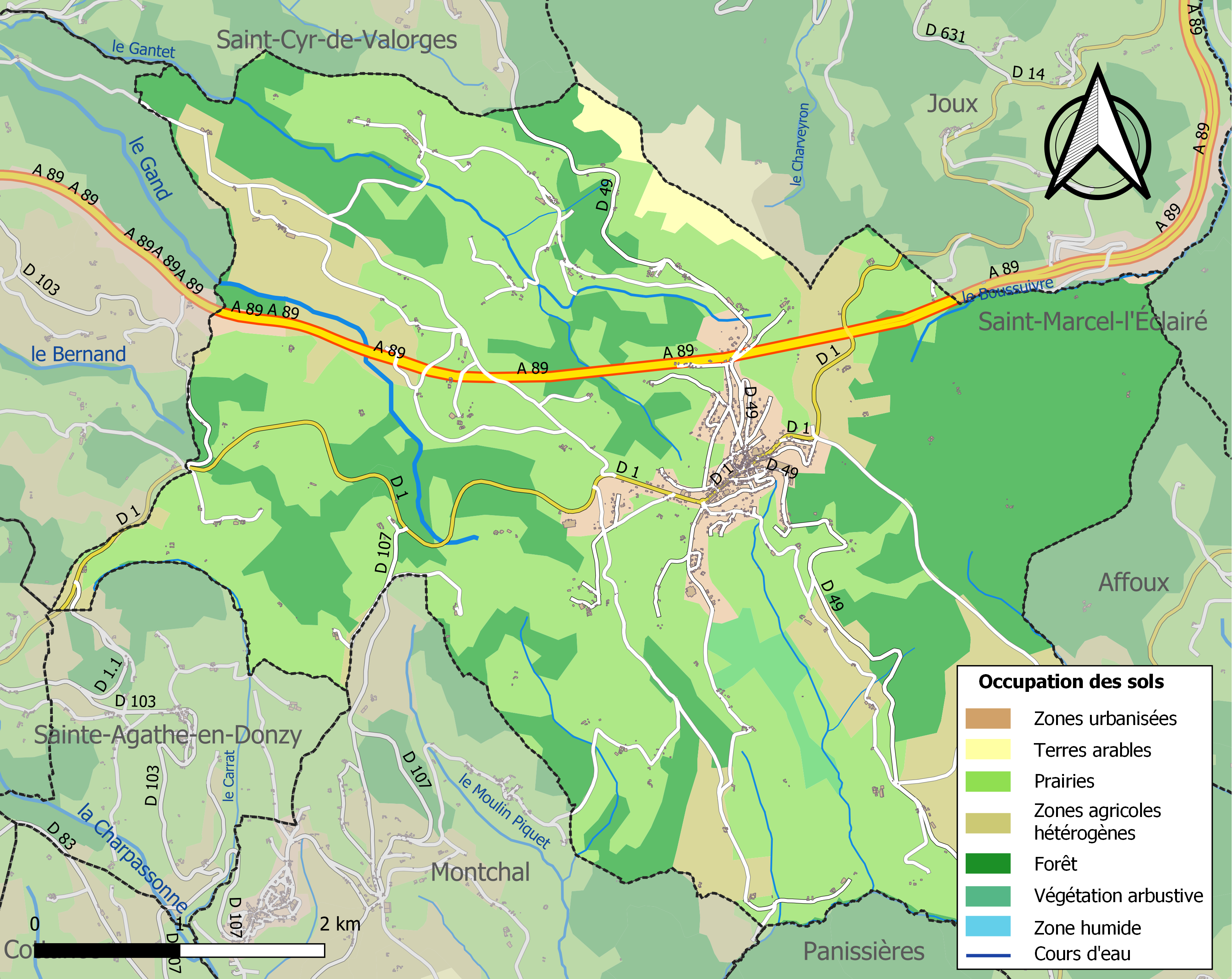
Carte des infrastructures et de l'occupation des sols de la commune (CLC)

### Hydrographie
La commune ne donne pas naissance à des cours d'eau majeurs mais possède un caractère intéressant puisqu'elle est située sur la ligne de partage des eaux Atlantique/Méditerranée. Les principaux ruisseaux sont :
- le Boussuivre ;
- la Fontbonne ;
- le Gand ;
- le Gantet.

On compte également deux plans d'eau : l'étang de Fontbonne et le barrage d'Échancieux.

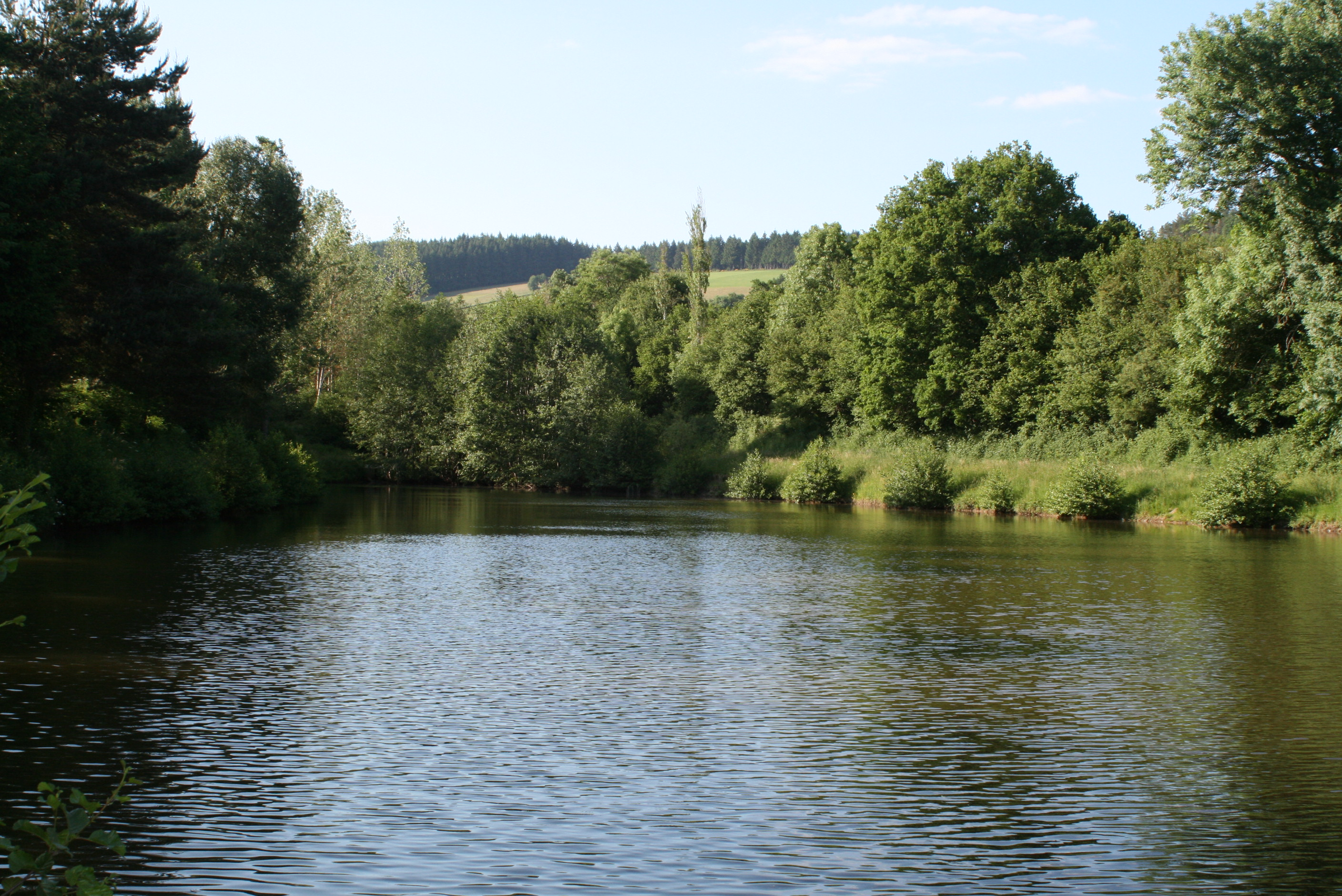
Étang de Fontbonne.
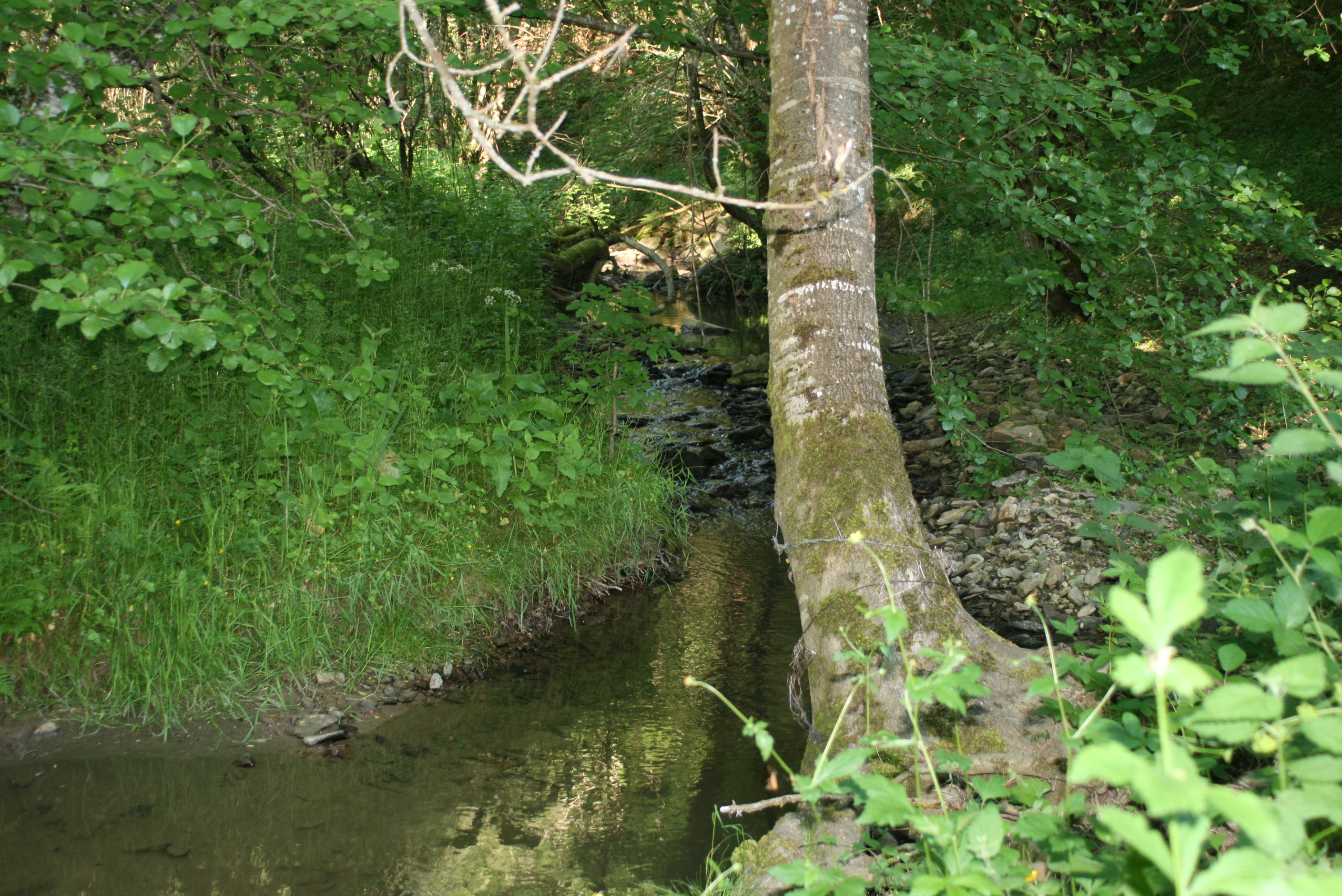
La rivière Fontbonne en aval de l'étang de Fontbonne.
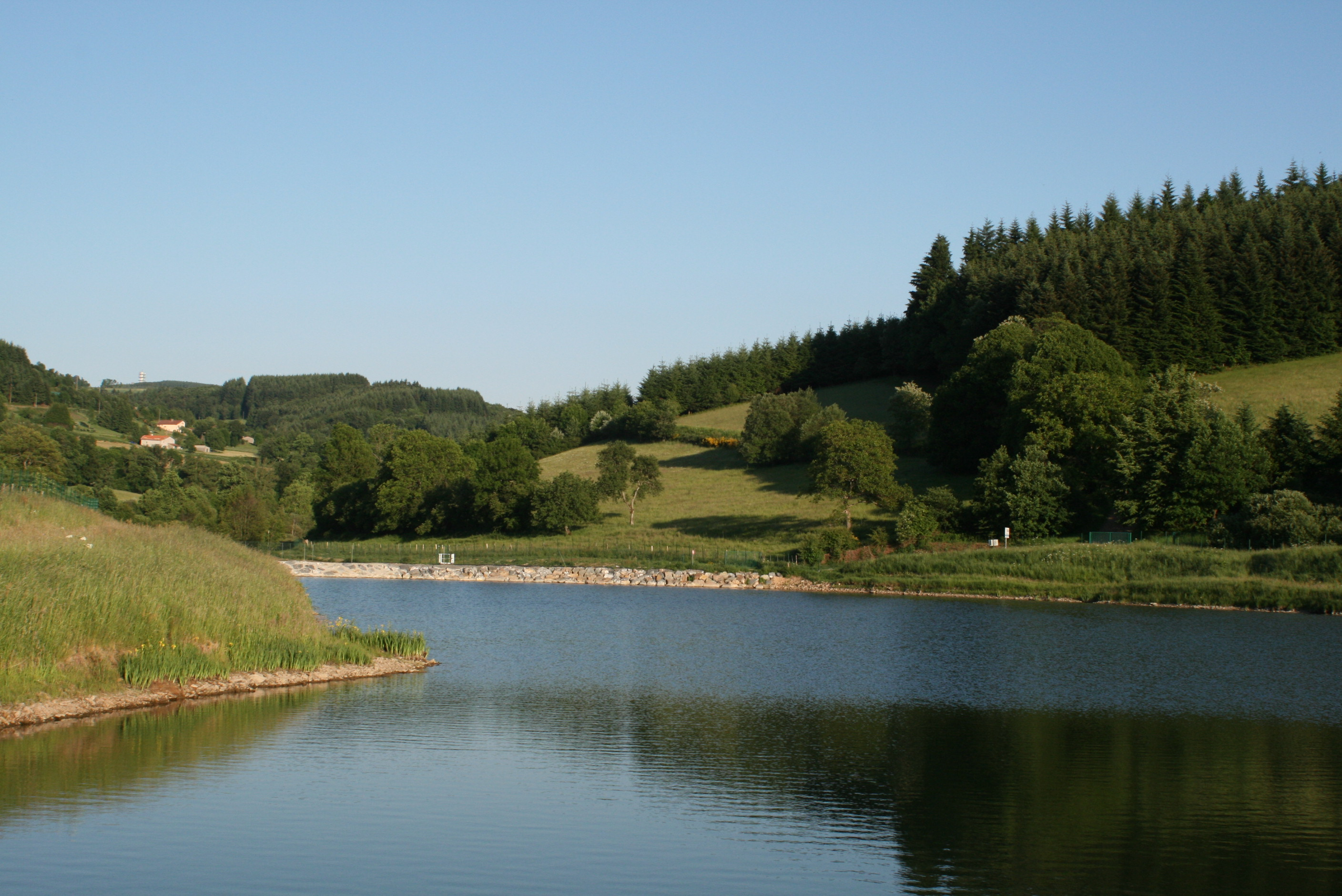
Échancieux : le bassin de retenue du Gantet.
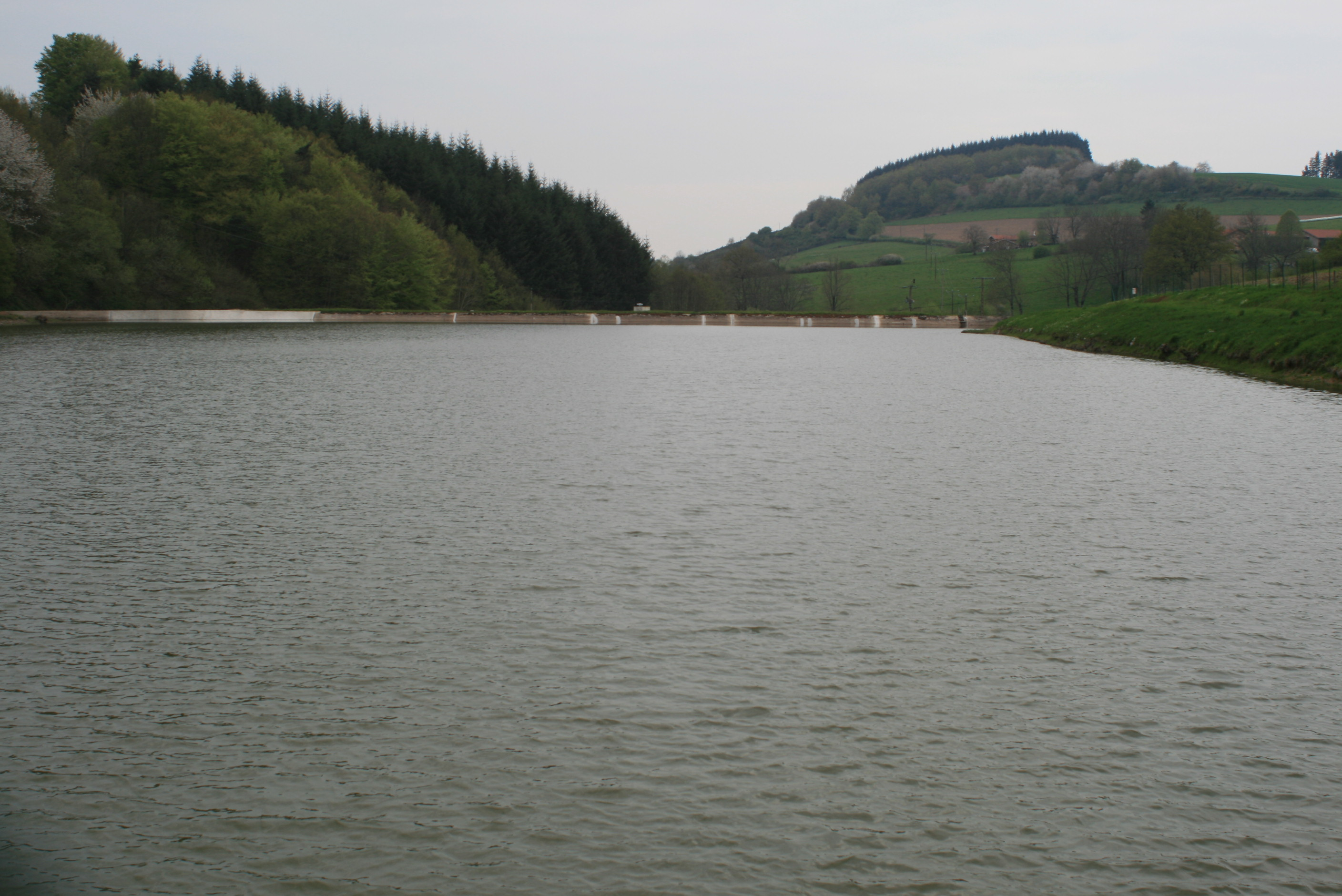
Échancieux : vue sur la digue.

### Climat
Pour des articles plus généraux, voir Climat d'Auvergne-Rhône-Alpes et Climat de la Loire.
En 2010, le climat de la commune est de type climat des marges montargnardes, selon une étude du Centre national de la recherche scientifique s'appuyant sur une série de données couvrant la période 1971-2000. En 2020, Météo-France publie une typologie des climats de la France métropolitaine dans laquelle la commune est exposée à un climat de montagne ou de marges de montagne et est dans la région climatique Nord-est du Massif Central, caractérisée par une pluviométrie annuelle de 800 à 1 200 mm, bien répartie dans l’année.
Pour la période 1971-2000, la température annuelle moyenne est de 8,7 °C, avec une amplitude thermique annuelle de 15,4 °C. Le cumul annuel moyen de précipitations est de 1 012 mm, avec 11,7 jours de précipitations en janvier et 7,7 jours en juillet. Pour la période 1991-2020, la température moyenne annuelle observée sur la station météorologique de Météo-France la plus proche, « Les Sauvages », sur la commune des Sauvages à 8 km à vol d'oiseau, est de 9,7 °C et le cumul annuel moyen de précipitations est de 941,6 mm,. Pour l'avenir, les paramètres climatiques de la commune estimés pour 2050 selon différents scénarios d'émission de gaz à effet de serre sont consultables sur un site dédié publié par Météo-France en novembre 2022.

## Urbanisme

### Typologie
Au 1er janvier 2024, Violay est catégorisée bourg rural, selon la nouvelle grille communale de densité à sept niveaux définie par l'Insee en 2022.
Elle est située hors unité urbaine. Par ailleurs la commune fait partie de l'aire d'attraction de Tarare, dont elle est une commune de la couronne,. Cette aire, qui regroupe 6 communes, est catégorisée dans les aires de moins de 50 000 habitants,.

## Toponymie
Ses habitants sont appelés les Violaysiens. Certains lieux-dits sont associés au nom d'anciennes familles de Violay, par exemple « chez Petel », « chez Gabotin » ou « chez Vialet ».

## Histoire

### Protohistoire et Antiquité
Les fouilles archéologiques sur le territoire de la commune ont démontré que Violay est un site peuplé de façon sédentaire au moins depuis la haute Antiquité. Des silex taillés et de nombreux autres objets sont retrouvés sur le site archéologique de la "Vallée de la Truche". Paradoxalement, Violay est dénué de tout filon de silex. Ce fait laisse supposer l'importance du site de Violay au point d'y apporter cet outillage. Les objets de ces fouilles ont été rassemblés dans une salle située sous la maison de retraite de la commune. Ce petit musée consacré à l'histoire locale est accessible sur demande.
Après l'invasion des Celtes, Violay est sous le contrôle des Ségusiaves, peuple de Gaule celtique établi à Forum Segusiavorum, aujourd'hui Feurs. Rome annexe la Narbonnaise durant le dernier tiers du IIe siècle avant notre ère et vers -58 les Romains conquirent le territoire des Ségusiaves. La Pax Romana ou « paix romaine » durera près de trois siècles.

### Moyen Âge
Au Moyen Âge, vers 1250 c'est la lignée des Talaru, originaire de Saint-Forgeux, qui laisse sa marque à Violay avec la construction de deux maisons fortes : Noailly et Villette
- Le château de Noailly, érigé vers 1260, est une ferme-forteresse située au sud du village en contrebas de la route qui mène au col du Signy. L'ancienne demeure seigneuriale est aujourd'hui une propriété privée dont il ne subsiste que quelques éléments architecturaux rappelant ce passé féodal, notamment le donjon et un mâchicoulis.
- Le château de Villette est aussi une ancienne maison forte située à quelques kilomètres du château de Noailly entre Violay et Villechenève. Le château a subi d'importantes transformations notamment quand il fut propriété de M. Matagrin, et ressemble aujourd'hui à une demeure bourgeoise du XIXe siècle. Autrefois rattachée à la paroisse de Violay, le château fait désormais partie de la commune de Villechenève.

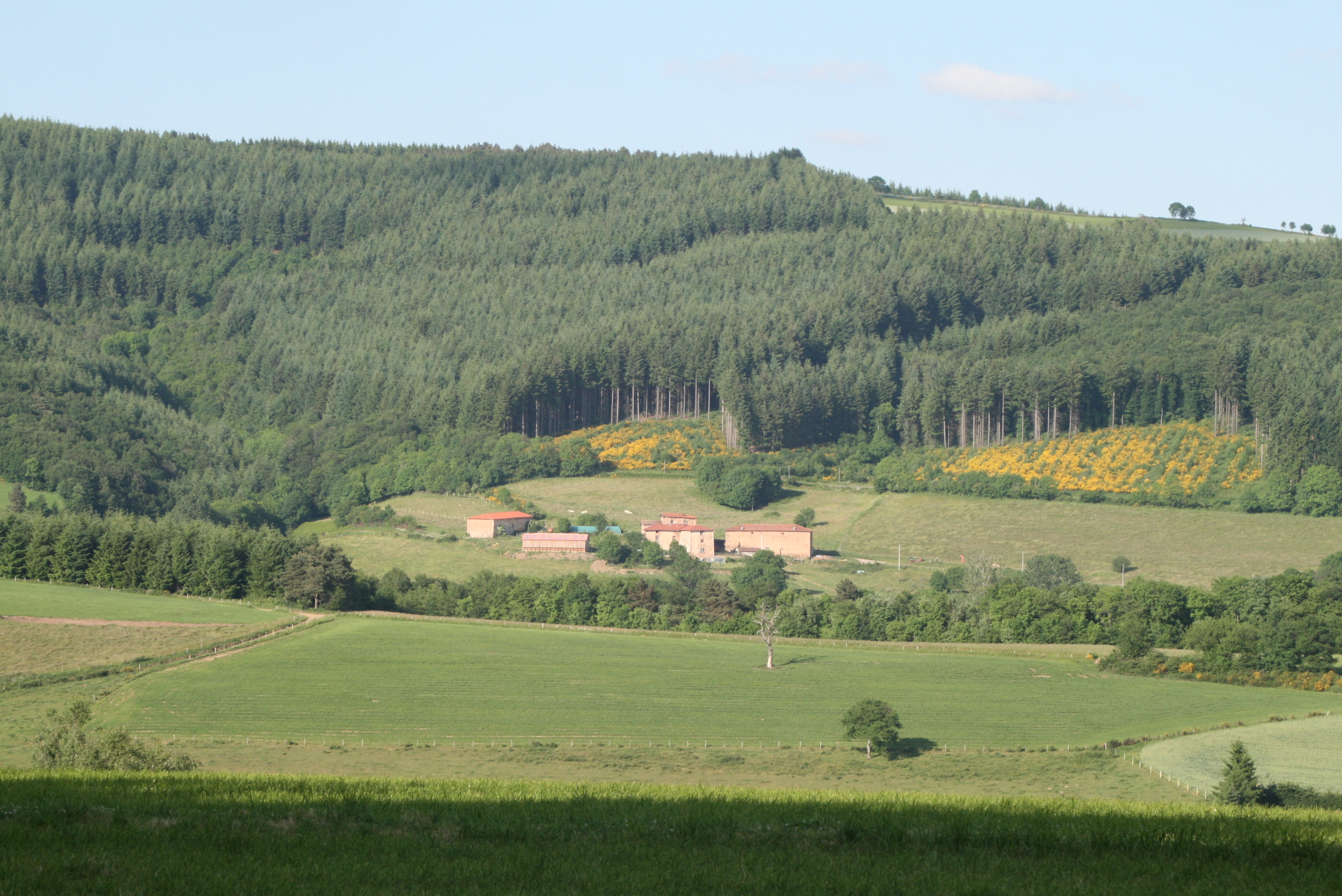
Le château de Noailly.
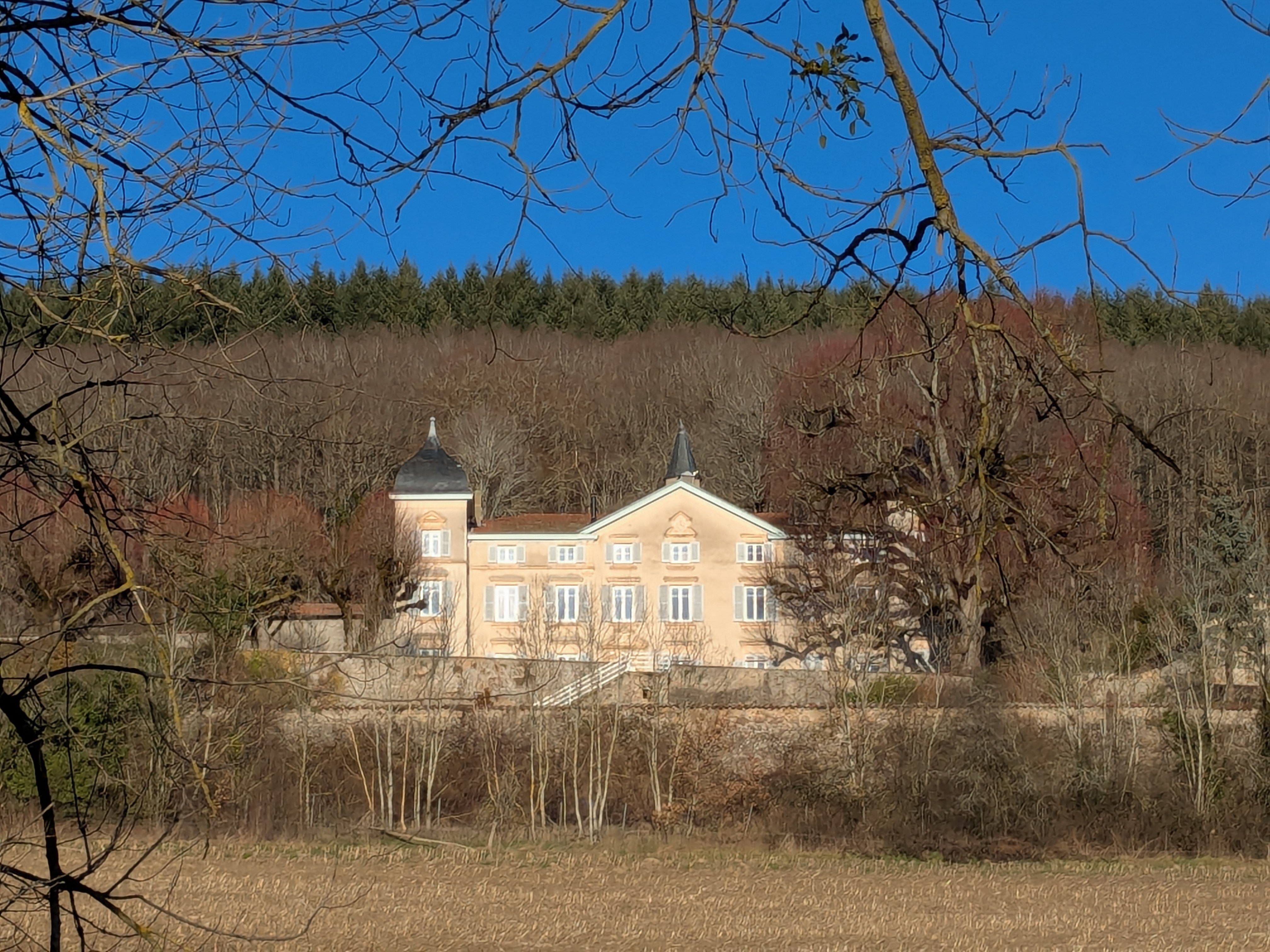
Le château de Villette.

À l'époque médiévale, la principale sphère d'influence émane de la très puissante abbaye de Savigny autour de laquelle gravitent les familles seigneuriales et qui est à l'origine de plusieurs bâtiments dans le village et les alentours.
Le village a connu trois seigneuries : Noailly, Villette et Pelouzat. Elles étaient étroitement liées au comte de Donzy.

### Révolution française
En 1789, Violay est situé au cœur de l'un des 83 départements nouvellement créés le 4 mars 1790 en application de la loi du 22 décembre 1789 : Rhône-et-Loire
Mais le 19 novembre 1793, les Lyonnais prennent parti pour les Girondins contre la convention nationale alors majoritairement représentée par les Montagnards. En représailles, on divise le département pour ne laisser qu'un petit territoire aux Lyonnais, donnant ainsi naissance aux deux départements actuels : Loire et Rhône. Le couperet tombe proche de Violay puisque la séparation des deux département n'est qu'à trois kilomètres du bourg.
Depuis 1793, Violay est rattaché au département de la Loire, à l'arrondissement de Roanne et à l’ancien canton de Néronde.

### XXesiècle
- Première Guerre mondiale (1914-1918)

Le maire de l'époque, M. Lafay, se déplacera à 88 reprises durant le conflit pour informer les familles de la perte d'un proche au champ d'honneur.
- Seconde Guerre mondiale (1939-1945)

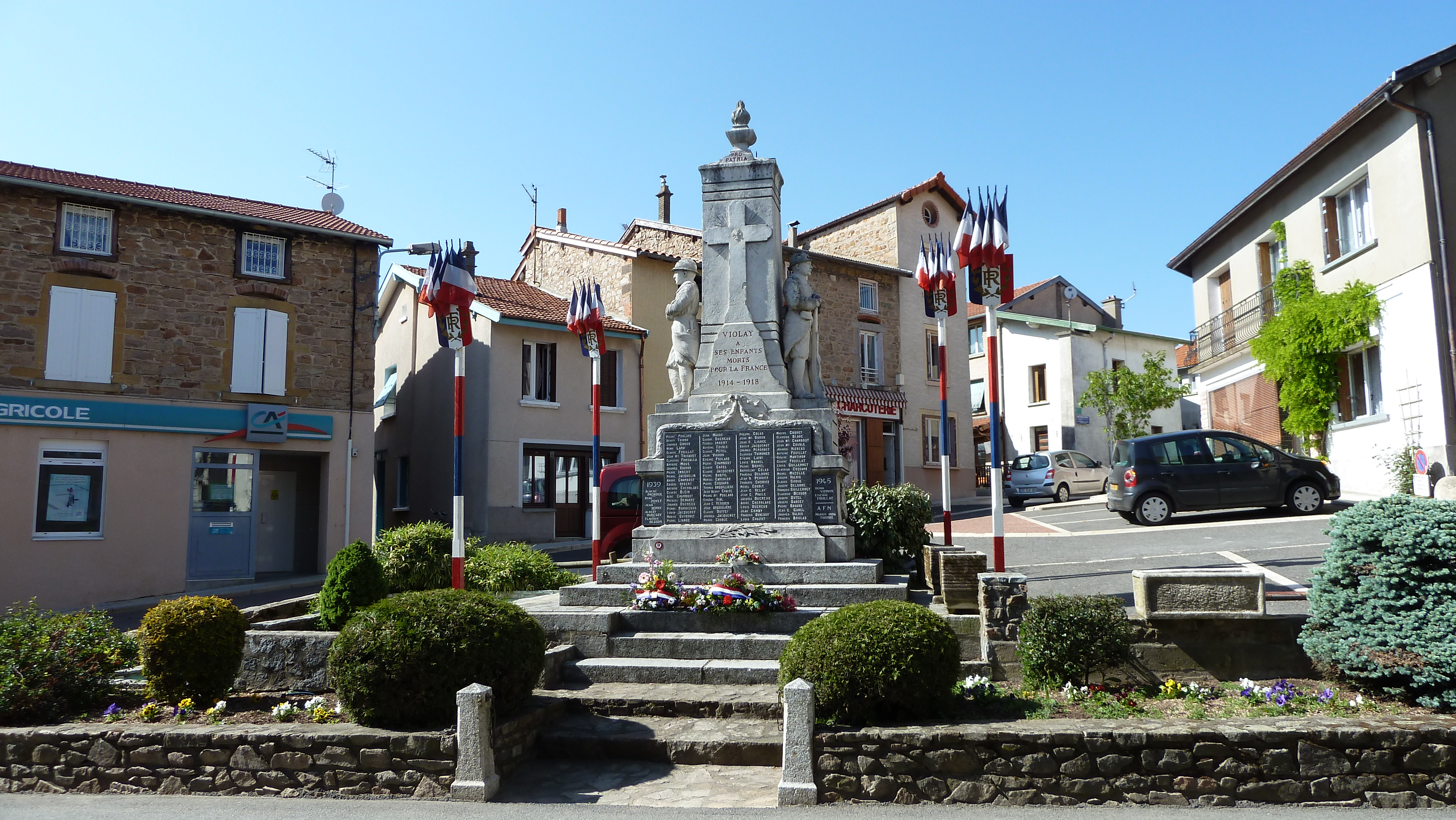
Le monument et la place le 8-Mai-2011.

Au commencement de la guerre, Violay se situe en zone libre au sud de la ligne de démarcation jusqu'en novembre 1942.
La commune n'a apparemment pas connu d'affrontement direct face aux Allemands sur son territoire, mais les villages voisins ont été secoués par divers combats impliquant des maquisards, notamment sous l'impulsion du maquis de la vallée de l'Azergues.
- Le combat du maquis du Magat le 19 mars 1944 à Montchal fit 9 victimes.
- La nuit du 27 au 28 avril 1944 vers 2 h 10 à Saint-Cyr-de-Valorges, un Consolidated B-24 Liberator américain s’écrase sur la ligne de crêtes en raison de son altitude trop basse lors d'une opération de parachutage au profit des maquisards. Cinq membres d’équipage sont tués, deux s'évadent et un est fait prisonnier.

Photos anciennes de Violay
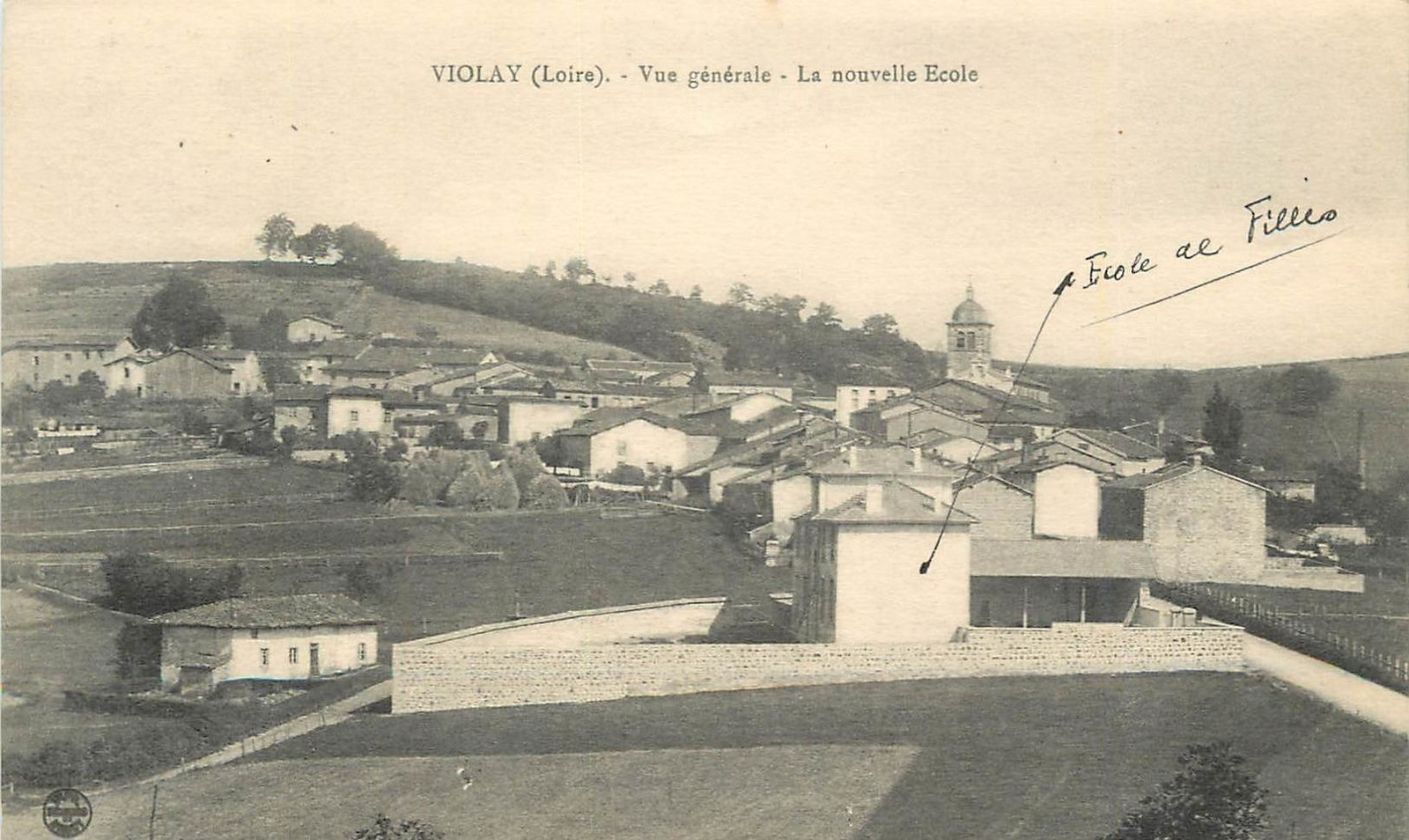
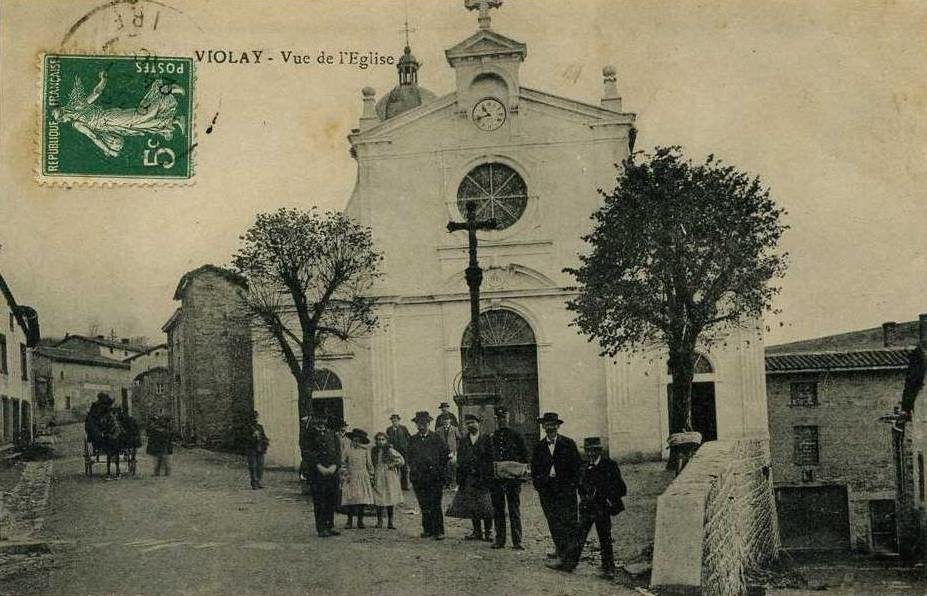
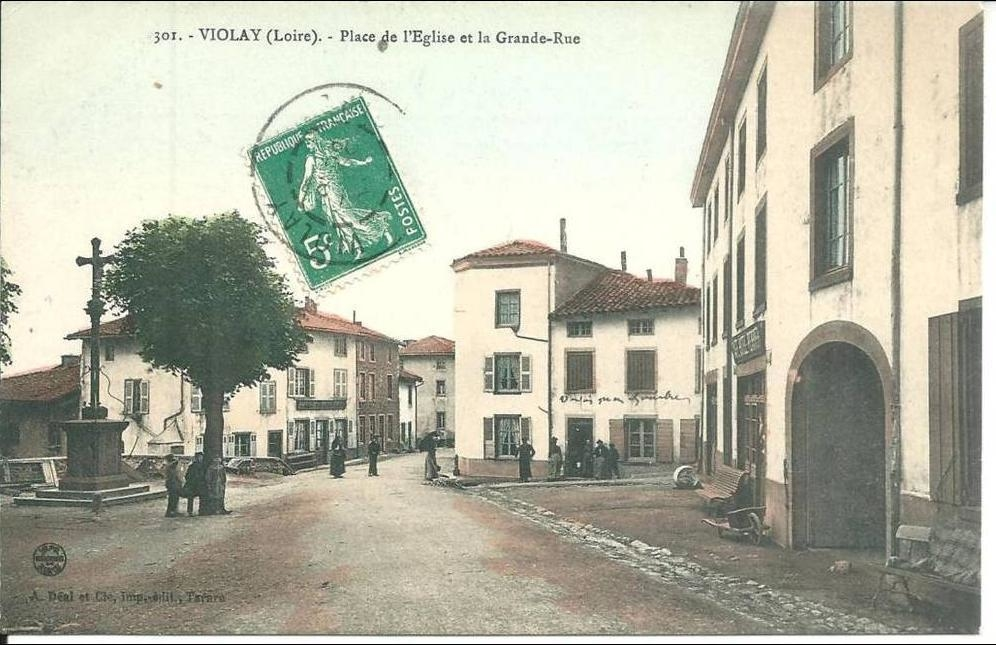
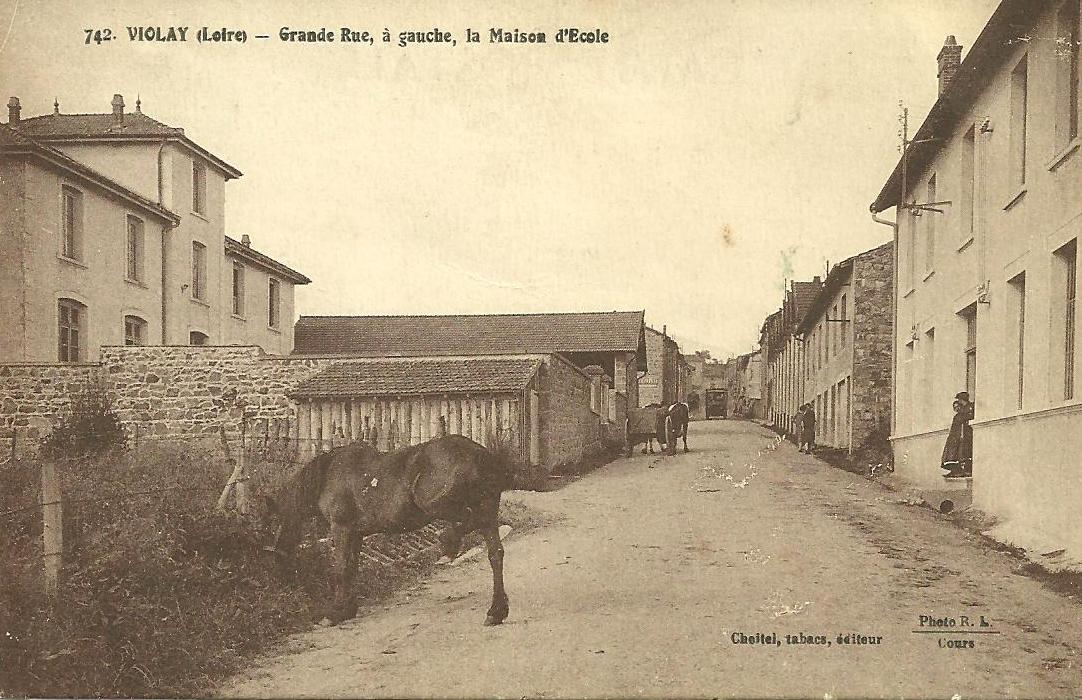

## Politique et administration

### Découpage électoral
Jusqu'en 2014, la commune de Violay était rattachée au canton de Néronde ainsi qu'à la sixième circonscription du département de la Loire. Lors du nouveau découpage territorial de la Loire en 2014, le canton du Coteau est créé et entre en vigueur à l'occasion des élections départementales de 2015. Violay fait partie des 29 communes qui composent le canton.

### Tendance politique et résultats

#### Tendance générale
Violay est une commune traditionnellement ancrée à droite.

#### Élections de 2015
Les élections départementales de 2015 ont eu lieu le 2 et 29 mars 2015. Au second tour, Véronique Chaverot et Daniel Frechet (UMP) ont réuni 54,47 % des suffrages exprimés avec un taux d'abstention de 41.97 %.
Les élections régionales de 2015 à la suite de la loi relative à la délimitation des régions, ont eu lieu les 6 et 13 décembre 2015. À l'issue du second tour, Laurent Wauquiez (LUD) a obtenu 27.57 % des suffrages contre 14.43 % pour Christophe Boudot (LFN). Jean-Jack Queyranne (LUG) président sortant de l'ex-Conseil régional de Rhône Alpes, obtient 13.69 %. Le taux d'abstention représente 40.98 %.

#### Élections de 2017
L'élection présidentielle de 2017 a eu lieu le 23 avril et 7 mai 2017. Le vote du second tour de l'élection a donné les résultats suivants : 59,58 % des suffrages pour Emmanuel Macron (LREM) contre 40,42 % des suffrages pour Marine Le Pen (Front national). Le taux d'abstention lors du second tour de l'élection a été de 21,22 %.
Les élections législatives de 2017 ont eu lieu le 11 et 18 juin 2017. À l'issue du second tour, Julien Borowcsyk (LREM) a réuni le plus grand nombre de voix avec 60,47 % des suffrages. Le deuxième candidat, Paul Salen (Les Républicains) a réuni 39,53 % des suffrages. Le taux d'abstention lors du second tour de l'élection a atteint 62,78 %.

#### Élection de 2019
Les élections européennes ont lieu le 26 mai 2019. Le vote place en tête la liste portée par Jordan Bardella (Rassemblement National) avec un total de 25,82 % des suffrages). Le taux d'abstention s'élève à 49,06 %.

#### Élections de 2021
Les élections départementales et régionales ont eu lieu les 20 et 27 juin 2021. Au second tour des élections départementales, Véronique Chaverot et Daniel Frechet (Les Républicains) ont réuni 74,86 % des suffrages exprimés avec un taux d'abstention de 61,81 %. Au second tour des élections régionales, la liste de Laurent Wauquiez (Les Républicains) a obtenu 70,60 % des suffrages. Le taux d'abstention s'élève à 62,02 %.

#### Élections de 2022
L'élection présidentielle de 2022 a eu lieu les 22 avril et 6 mai 2022. Le vote du second tour de l'élection a donné les résultats suivants : 51,78 % des suffrages pour Emmanuel Macron (LREM) contre 48,22 % des suffrages pour Marine Le Pen (Rassemblement National). Le taux d'abstention lors du second tour de l'élection a été de 20,20 %.
Les élections législatives de 2022 ont eu lieu les 12 et 19 juin 2022. À l'issue du second tour, Jean-Pierre Taite (Les Républicains) a réuni le plus grand nombre de voix avec 62,87 % des suffrages. Le deuxième candidat, Julien Borowczyk (Ensemble) a réuni 37,13 % des suffrages. Le taux d'abstention lors du second tour de l'élection a atteint 57.87 %.

### Administration municipale
À la suite des élections municipales de 2014, le conseil municipal est composé de quatre adjoints et de dix conseillers municipaux. À l'occasion de ces élections et de celles de 2020, le village voit se concurrencer deux listes. La liste de Véronique Chaverot l'emporte à deux reprises (avec 67,02 % des voix en 2014 et 58,63 % des voix en 2020).

La commune adhère à l'application Illiwap (plateforme de communication et de participation citoyenne) afin de communiquer efficacement et en temps réel auprès des habitants sur les divers arrêtés et décisions pris ponctuellement ou en conseil municipal.

### Liste des maires
| Période                                  | Période   | Identité               | Étiquette | Qualité                                  |
| ---------------------------------------- | --------- | ---------------------- | --------- | ---------------------------------------- |
| Les données manquantes sont à compléter. |           |                        |           |                                          |
| 1789                                     | ....      | M. Garnier             |           |                                          |
| ....                                     | ....      | M./Mme ....            |           |                                          |
| 1851                                     | 1855      | M. Perrier             |           |                                          |
| 1855                                     | 1868      | Claude-Benoît Guyonnet |           |                                          |
| 1868                                     | 1873      | Jean Arquillere        |           |                                          |
| 1873                                     | 1876      | Jean-Claude Chevrier   |           |                                          |
| 1876                                     | 1878      | Jean Arquillere        |           |                                          |
| 1878                                     | 1884      | Jean-Benoît Garnier    |           |                                          |
| 1884                                     | 1903      | Claude-Benoît Guyonnet |           |                                          |
| 1903                                     | 1919      | M. Lafay               |           |                                          |
| 1919                                     | 1925      | Jean-Bertrand Chaverot |           |                                          |
| 1925                                     | 1933      | Jean-Marie Fouillat    |           |                                          |
| 1933                                     | 1944      | Jean-Bertrand Chaverot |           |                                          |
| 1944                                     | 1945      | Pierre Couble          |           |                                          |
| 1945                                     | 1959      | Jean Garel             |           |                                          |
| 1959                                     | 1969      | Joannès Dussud         |           |                                          |
| 1969                                     | 1976      | Denise Linder          |           |                                          |
| 1976                                     | mars 2001 | Robert Stumpp          |           |                                          |
| mars 2001                                | mars 2008 | Paul Giroud            |           |                                          |
| mars 2008                                | En cours  | Véronique Chaverot     | LR        | Vice-Présidente du Conseil départemental |

## Population et société

### Évolution démographique
L'évolution du nombre d'habitants est connue à travers les recensements de la population effectués dans la commune depuis 1793. Pour les communes de moins de 10 000 habitants, une enquête de recensement portant sur toute la population est réalisée tous les cinq ans, les populations de référence des années intermédiaires étant quant à elles estimées par interpolation ou extrapolation. Pour la commune, le premier recensement exhaustif entrant dans le cadre du nouveau dispositif a été réalisé en 2004.

En 2022, la commune comptait 1 210 habitants, en évolution de −1,87 % par rapport à 2016 (Loire : +1,32 %, France hors Mayotte : +2,11 %).
| 1793  | 1800  | 1806  | 1821  | 1831  | 1836  | 1841  | 1846  | 1851  |
| ----- | ----- | ----- | ----- | ----- | ----- | ----- | ----- | ----- |
| 1 500 | 1 475 | 1 539 | 1 522 | 2 167 | 2 159 | 2 118 | 1 989 | 1 904 |

| 1856  | 1861  | 1866  | 1872  | 1876  | 1881  | 1886  | 1891  | 1896  |
| ----- | ----- | ----- | ----- | ----- | ----- | ----- | ----- | ----- |
| 1 972 | 1 980 | 1 986 | 2 092 | 2 113 | 1 931 | 2 038 | 1 959 | 1 972 |

| 1901  | 1906  | 1911  | 1921  | 1926  | 1931  | 1936  | 1946  | 1954  |
| ----- | ----- | ----- | ----- | ----- | ----- | ----- | ----- | ----- |
| 1 913 | 1 841 | 1 808 | 1 495 | 1 411 | 1 432 | 1 457 | 1 332 | 1 294 |

| 1962  | 1968  | 1975  | 1982  | 1990  | 1999  | 2004  | 2006  | 2009  |
| ----- | ----- | ----- | ----- | ----- | ----- | ----- | ----- | ----- |
| 1 314 | 1 339 | 1 344 | 1 380 | 1 425 | 1 343 | 1 362 | 1 374 | 1 339 |

| 2014  | 2019  | 2022  | - | - | - | - | - | - |
| ----- | ----- | ----- | - | - | - | - | - | - |
| 1 275 | 1 250 | 1 210 | - | - | - | - | - | - |

### Enseignement
La commune de Violay dispose de deux écoles maternelles/primaires, une école publique et une école privée Montessori - Arc en Ciel. Une association de familles du village est chargée de l'organisation du transport scolaire vers les différents collèges et lycées sur les villes environnantes (Panissières, Tarare, Feurs, Balbigny, Néronde).

### Religion
La commune de Violay est rattachée à la Paroisse Notre-Dame des Coteaux du Levant aux côtés de 13 autres communes (Balbigny, Bussières, Mizérieux, Néronde, Nervieux, Neulise, Pinay, Ste Agathe en Donzy, St Georges de Baroille, St Jodard, St Marcel de Félines, St Priest la Roche et Vendranges). Le Cardinal Archevêque de Lyon, Mgr Louis-Marie Billé, érige la paroisse le 27 mai 2001. Des messes sont célébrées en moyenne tous les deux dimanches.

### Manifestations culturelles et festivités

#### Fête des classes
La Fête des classes tire ses origines de la région de Villefranche-sur-Saône et est maintenant fêtée dans plusieurs dizaines de villages et villes environnants.
La fête des classes se tient à Violay tous les ans au printemps à une date changeante. Elle dure toute la journée pour les conscrits et s'articule autour des photos, d'une célébration à l'église, du défilé dans les rues du village et dépôt de gerbe au monument aux morts, de l'apéritif des conscrits, du banquet et du bal des Classes. Le point d'orgue est le défilé, précédé par la batterie-fanfare, qui permet aux habitants « non-classards » de voir passer les générations par décennie.
Les classes commencent à 10 ans et concernent toutes les décennies suivantes jusqu'à la plus ancienne. À Violay, la demi-décade des 25 ans participe également. Les jeunes du village de 16, 17, 18 et 19 ans confectionnent avant la fête un emblème propre à chaque âge (le berceau pour les 16 ans, le biberon pour les 17 ans, l'arrosoir pour les 18 ans et le balai pour les 19 ans) qui sera embrasé en place publique au soir de la fête.

Les 19 ans, quelque temps avant la fête des classes, parcourent le village et sa campagne pendant une semaine de vacances scolaires où ils doivent se tenir à un itinéraire et dormir chez les habitants, bien souvent dans des conditions rudimentaires qui participent à la cohésion de la "classe". En fin de semaine, la tenue d'un chapiteau par les 19 ans au cœur du village vient proposer tout un ensemble de boissons et victuailles aux habitants. Grâce à ces diverses opérations, les 19 ans organisent le traditionnel bal populaire qui vient conclure la fête des classes.

Les emblèmes
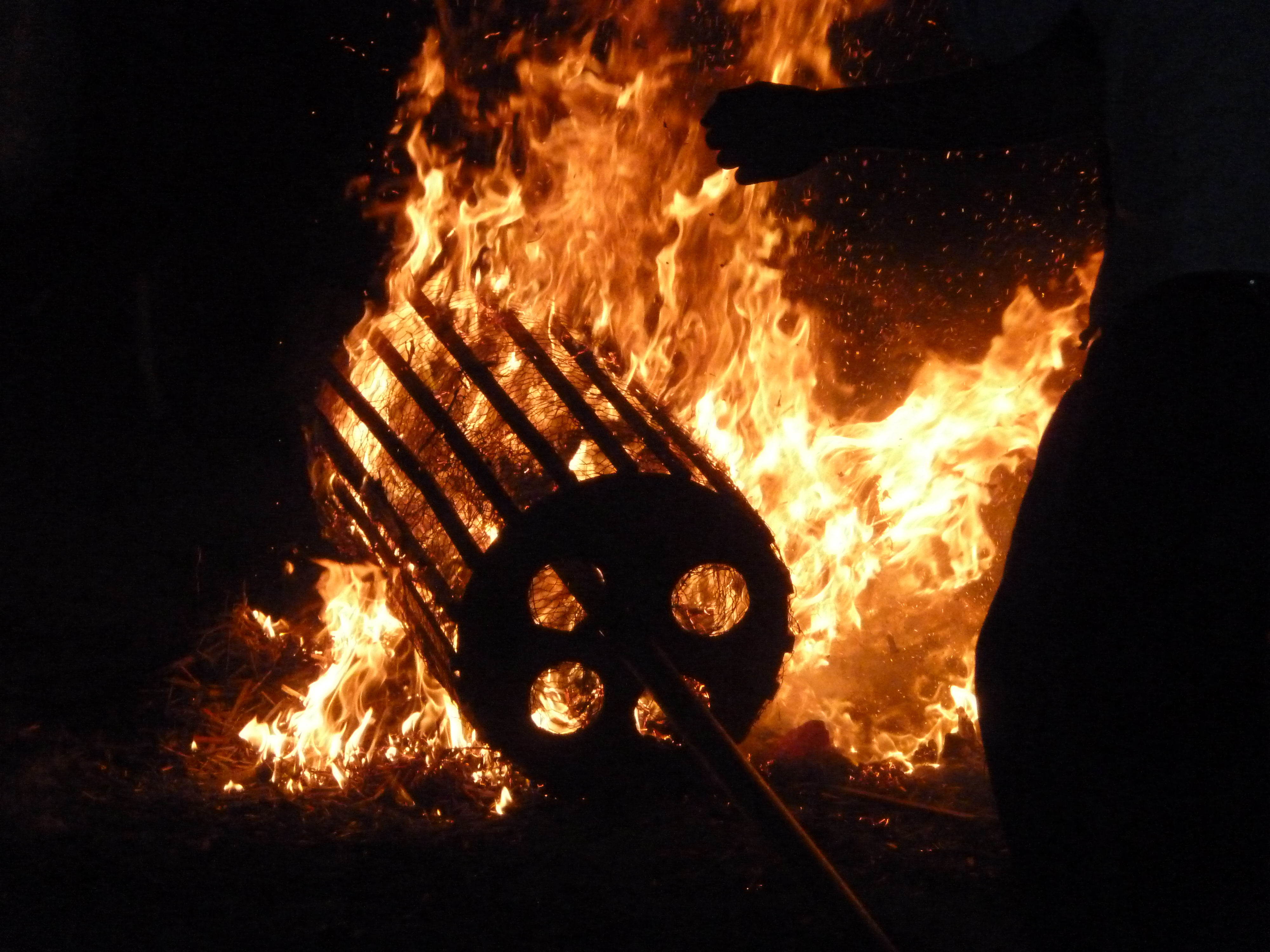
L'embrasement du biberon des 17 ans
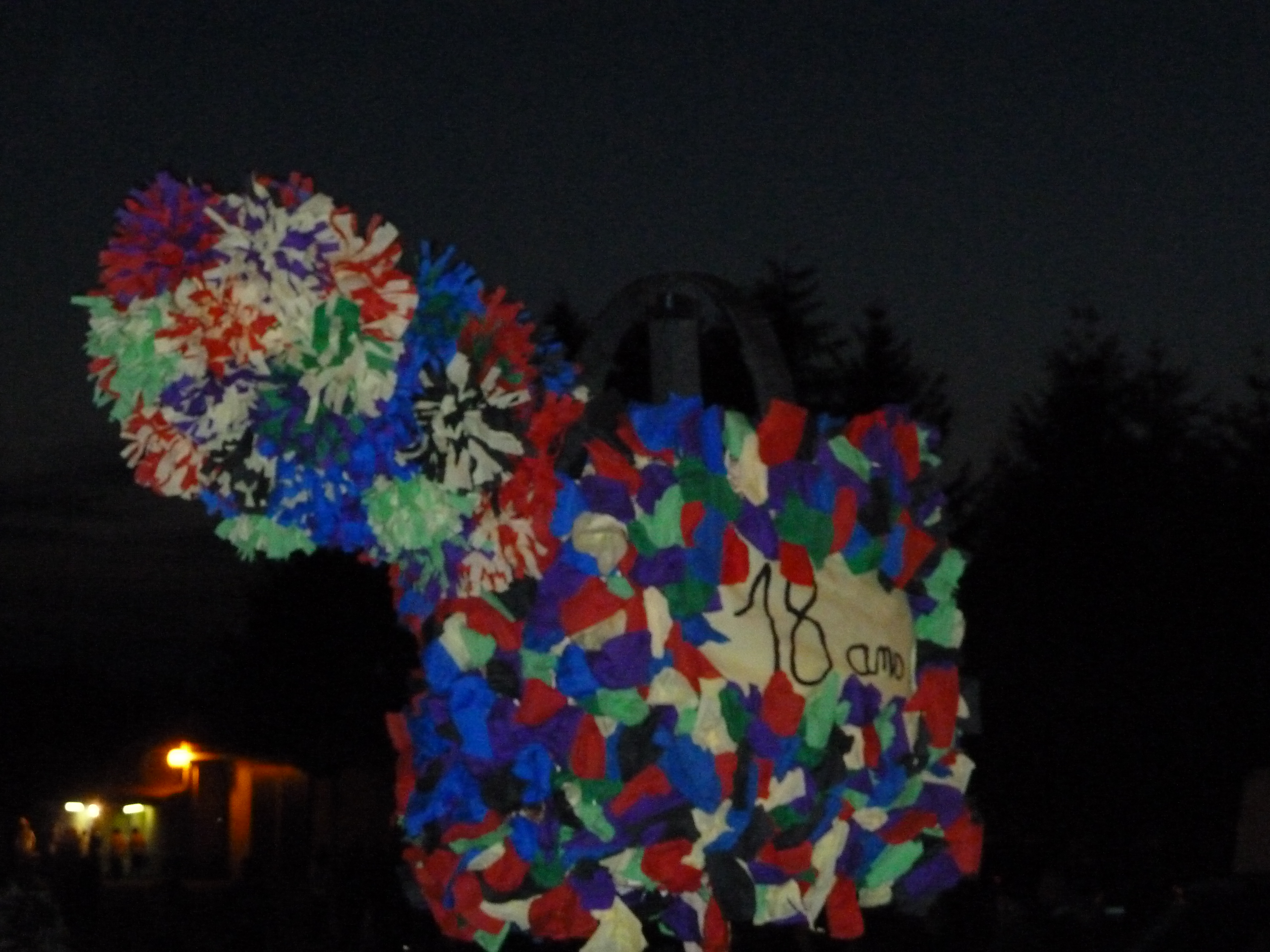
L'arrosoir des 18 ans

#### Fête patronale (Vogue)
La fête du village se tient le 3e weekend d'octobre à Violay et est un moment important de la vie du village. C'est l'occasion, comme pour la fête des classes, de voir les Violaysiens résidents ou expatriés se retrouver au village lors des diverses animations. La vogue consiste en partie en une fête foraine riche d'attractions classiques ou plus innovantes, et reste l'une des plus importantes des villages alentour.
Une retraite aux flambeaux et une course cycliste de jeunes coureurs se déroulent également à l'occasion de ce weekend de festivités. Un bal populaire est organisé au cours du weekend.

La Vogue de Violay
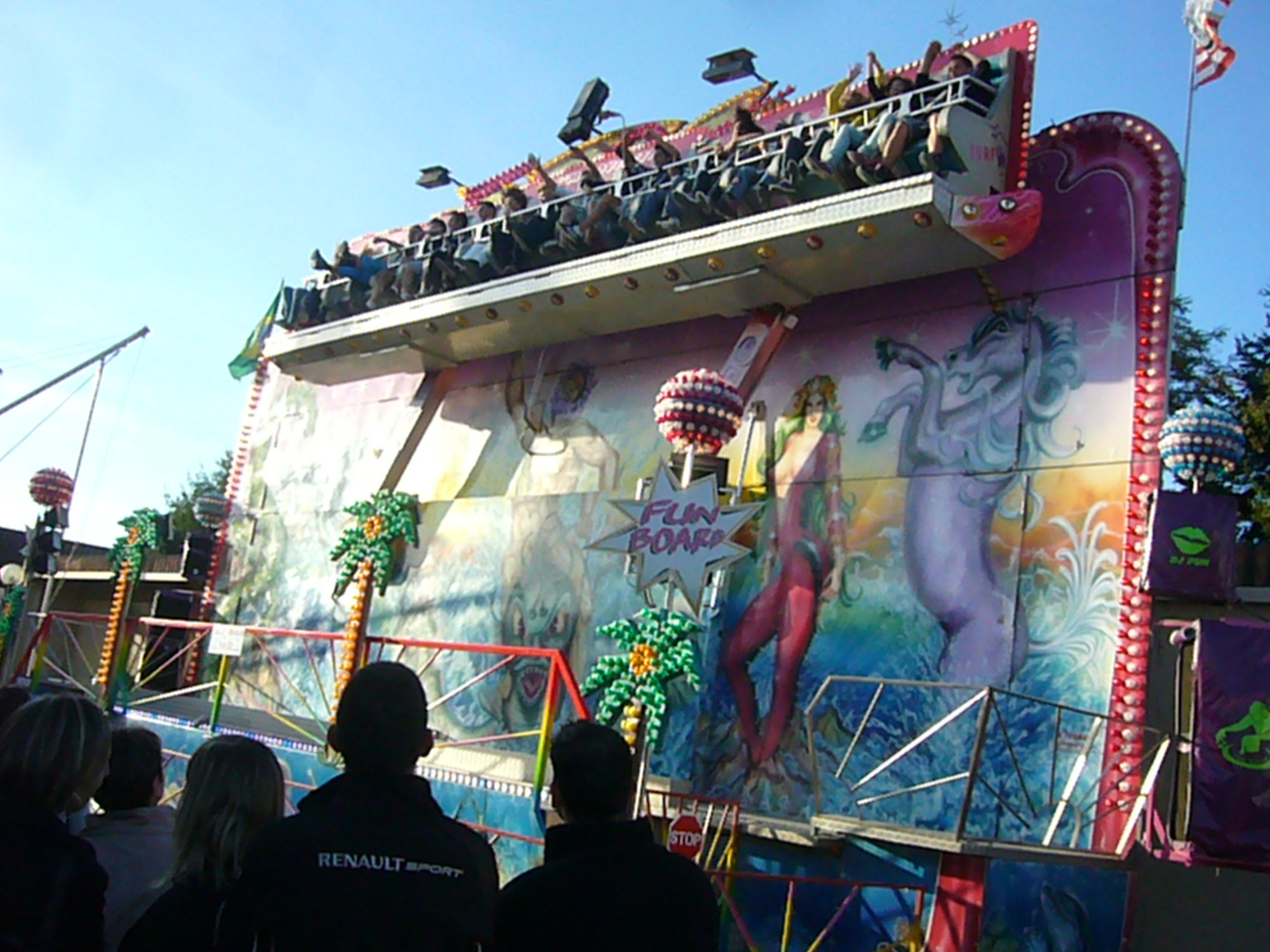
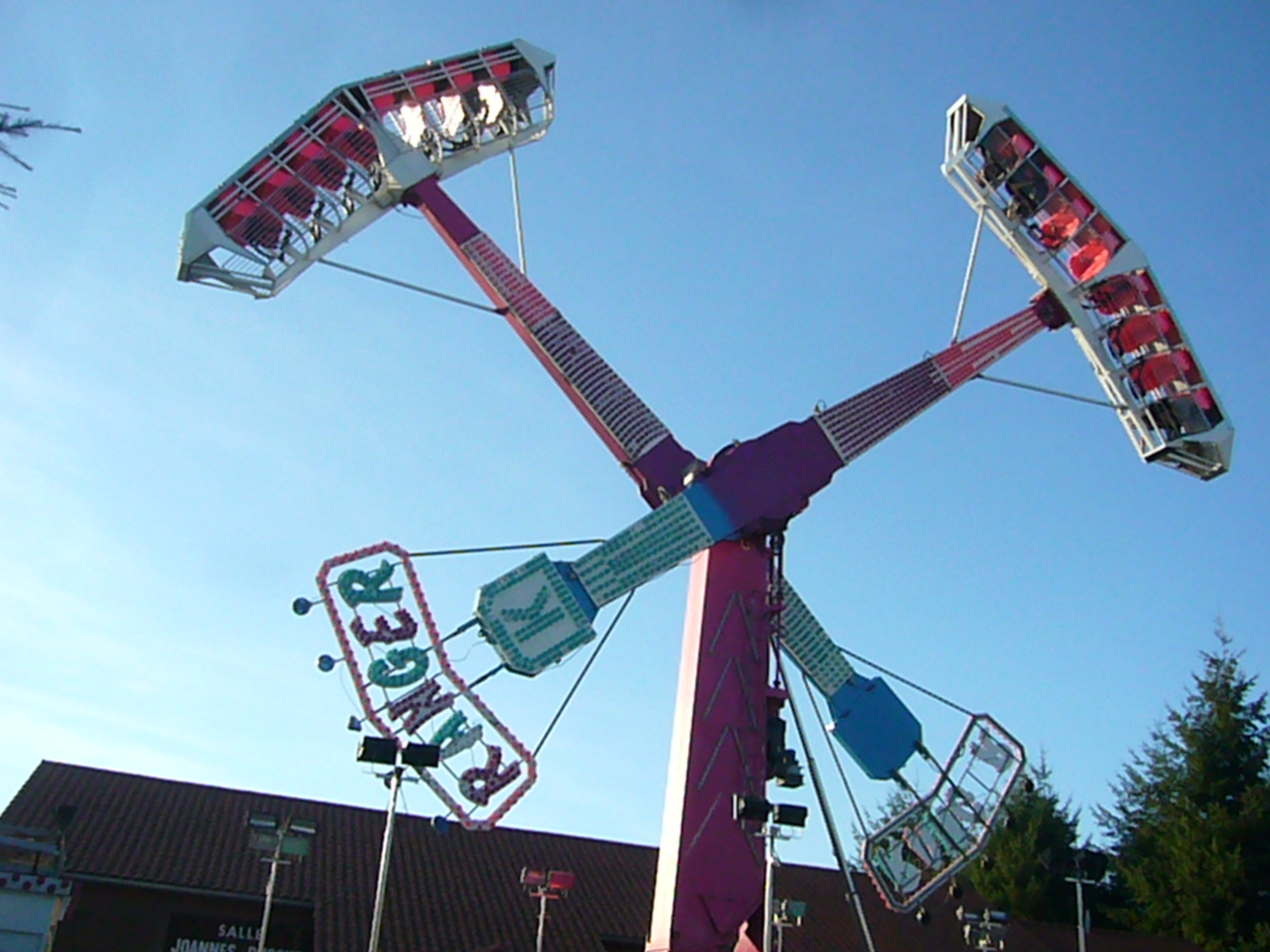
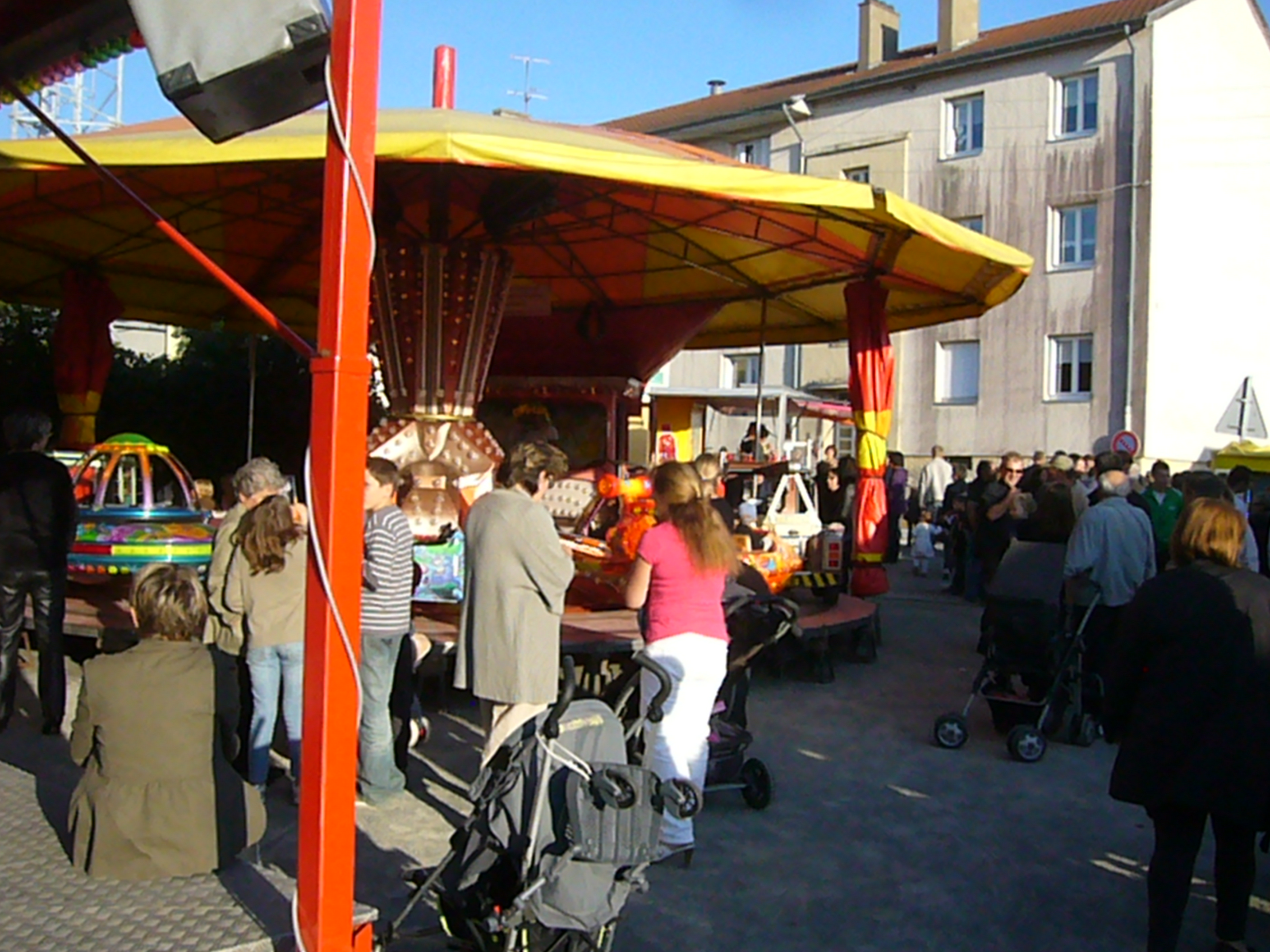
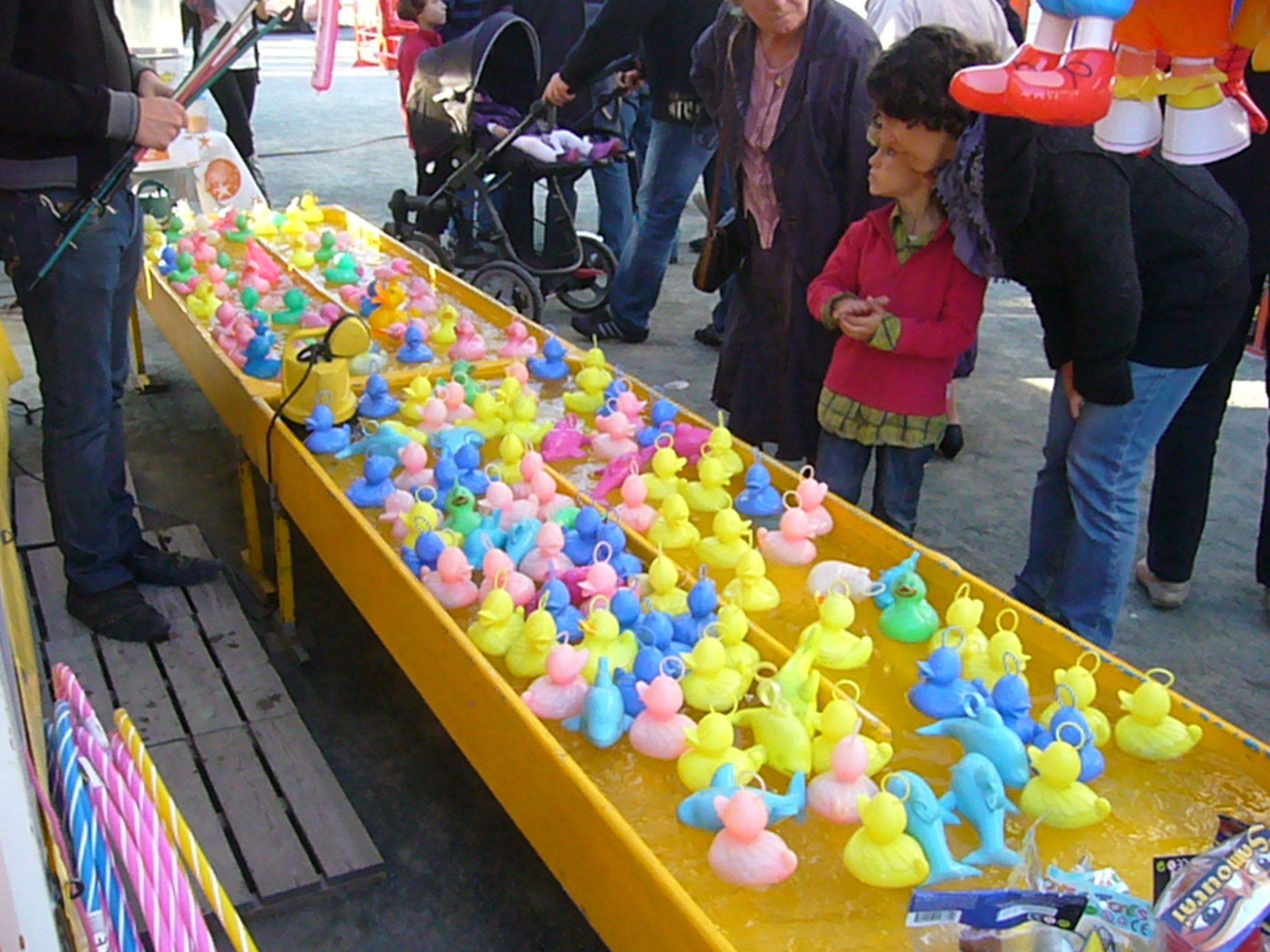
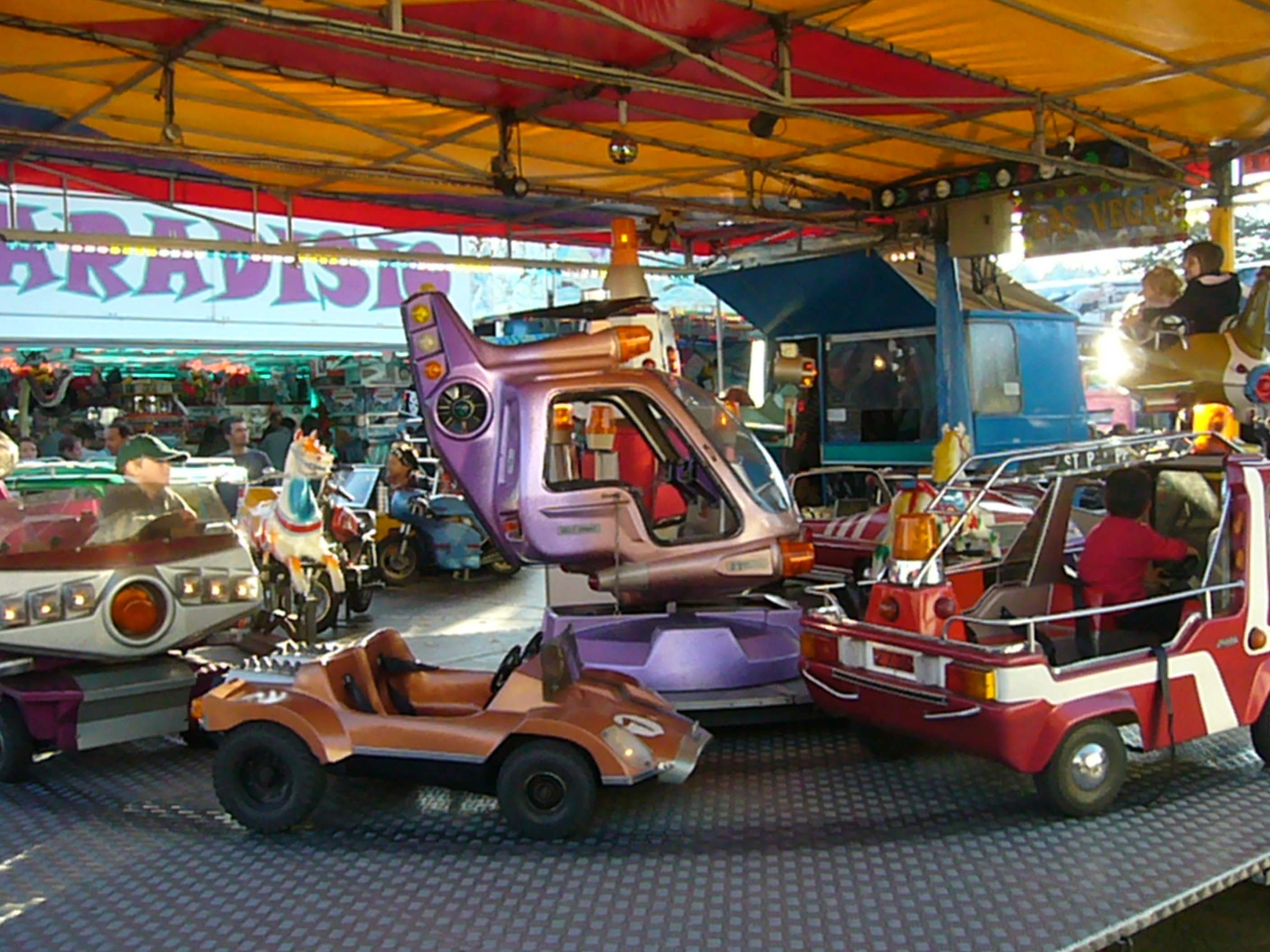

#### Fête de l'écotourisme
À l'instar de nombreuses autres localités labellisées Station Verte, Violay organise au mois de mai ou juin une fête liée à l'écotourisme (3e édition en 2022). L'événement met en valeur les artisans locaux en les exposant sur les lieux principaux du village et propose toute une série d'activités de sensibilisation à l'environnement et aux animaux (balades à cheval, sentiers pieds nus, apprentissage de la pêche raisonnée, atelier zéro déchet, etc).

#### Trail Tour Matagrin
Créé en 2016, l’événement se déroule un samedi du mois de juin, avec le premier départ en fin de journée afin de pouvoir profiter de l'après effort. Le trail se dispute sur une distance allant de 8 à 23 KM de chemins et sentiers traversant les forêts de douglas, de fayards et de mélèzes et les lignes de crêtes qui composent la campagne violaysienne aux panoramas exceptionnels.

### Vie associative
Le village de Violay se compose d'une trentaine d'associations dans différents domaines tels que :
- le sport individuel ou collectif (tennis de table, basket, yoga, gymnastique, pétanque, salle de musculation) ;
- la danse ;
- la musique (fanfare, chorale) ;
- la chasse et la pêche ;
- l'événementiel (Comité des fêtes, Club de l'amitié, Maison des Jeunes) ;
- la préservation du patrimoine et du terroir (Les amis de la Tour Matagrin) ;
- la culture (art floral, cinéma, médiathèque) ;
- l'aide aux personnes.

## Économie

### Composition
L'économie locale composée d'un peu plus de 400 emplois est articulée d'une part autour de :
- Une trentaine d'exploitations agricoles.
- Commerces de proximité traditionnels de production ou de services.
- Artisans-entrepreneurs de divers corps de métiers.

et d'autre part autour d'une industrie locale de production et de services dans des domaines variés dont certains très représentatifs de l'activité économique régionale :
- Tissus et voilages (Établissements Linder)[32].
- Charcuteries, salaisons et séchage (Établissements Rocheblin)[33].
- Ameublement (Violay Meubles)[34].
- Transport de marchandises (Établissements Valois)

### Répartition
En 2015, la commune comptait 96 entreprises implantées sur son territoire, dont 46 entreprises de commerces et services (47.9%); 22 entreprises de 1 à 9 salariés (22.9%) et 5 entreprises de plus de 10 salariés (5.2%)

## Urbanisation
La commune met à disposition des services d'électricité, de télécommunication, d'eau et d'assainissement dont une nouvelle station mise en service durant l'année 2012. Les déchets (ordures ménagères, tri sélectif et déchetterie) sont gérés par la Communauté des Communes de Feurs en Forez.

### PLU
Le territoire de la commune de Violay dispose d'un Plan Local d'Urbanisme avec pour objectif de rechercher un équilibre entre développement de l'activité économique et touristique et préservation des espaces naturels, agricoles et forestiers dans une perspective de développent durable. Il n'est pas sans rappeler que l'aménagement doit également tenir compte des préoccupations nouvelles telles que le renouvellement de l'habitat, la diversité des fonctions urbaines, les transports et déplacements.

### Agriculture
L'agriculture est encore très présente dans le village, on y dénombre une trentaine d'exploitations, spécialisées dans différents domaines : production laitière, production de viande, élevage, fromage, miel et arbustes.
Il y a la présence de quelques exploitations pratiquant la vente directe de leurs produits locaux, fromages fermiers au lait de chèvre et de vache, une pépinière ainsi qu'une miellerie.
Parmi les exploitants, certains exercent une activité professionnelle complémentaire afin de subvenir à leurs besoins.

## Culture locale et patrimoine

### Monuments et lieux touristiques

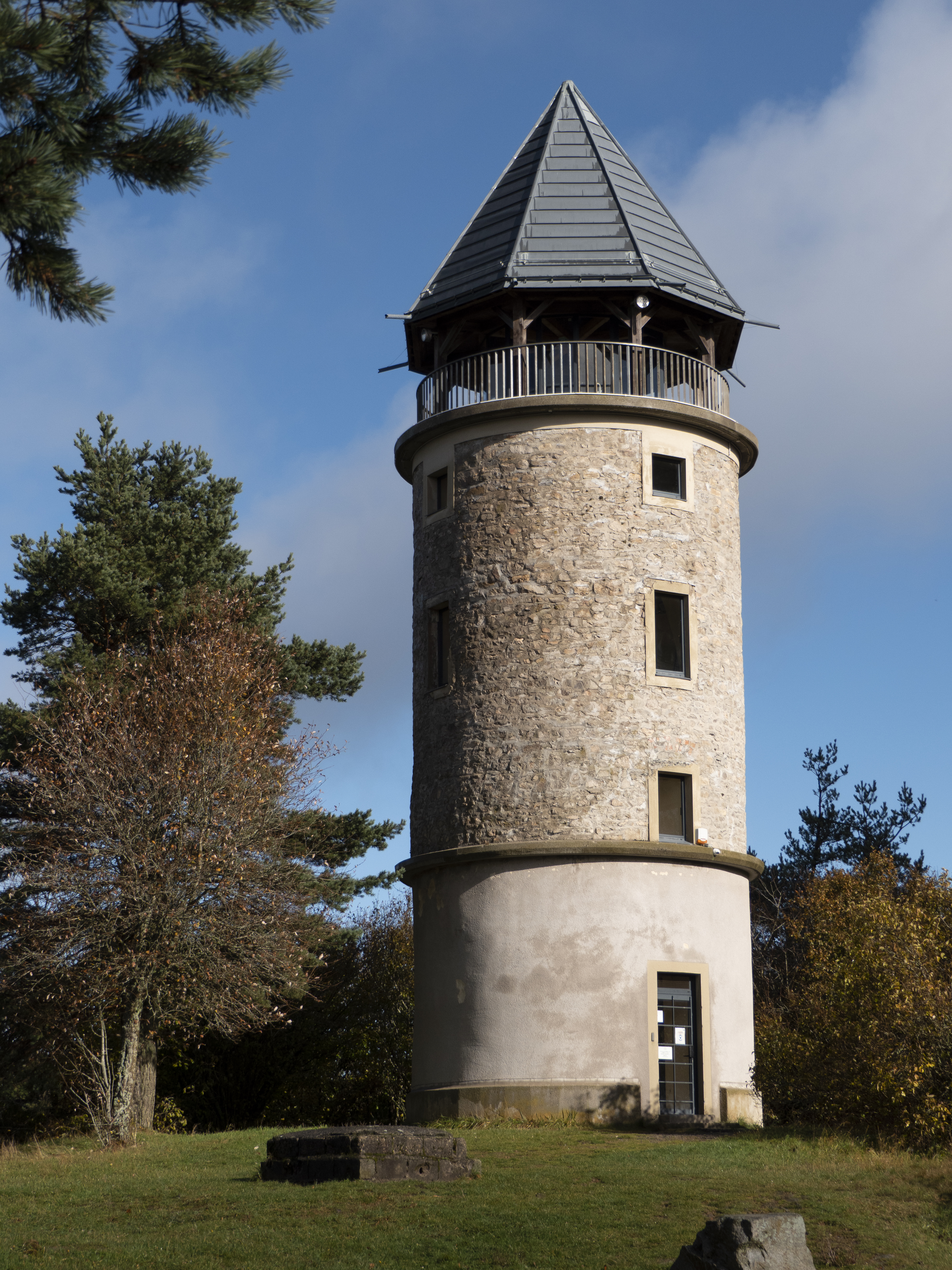
La tour Matagrin et son balcon panoramique.

#### Mont Boussuivre et Tour Matagrin
Point le plus élevé du village, le sommet du mont Boussuivre culmine à 1 004 mètres d'altitude sous la forme d'une petite clairière. Les abords immédiats du sommet sont boisés de feuillus et de conifères, dont une futaie régulière mono-spécifique de mélèzes. On compte parmi les essences les plus représentées :
- sapin de Douglas (Pseudotsuga) ;
- épicéa commun (Picea abies) ;
- mélèze d'Europe (Larix decidua) ;
- hêtre européen (Fagus sylvatica).

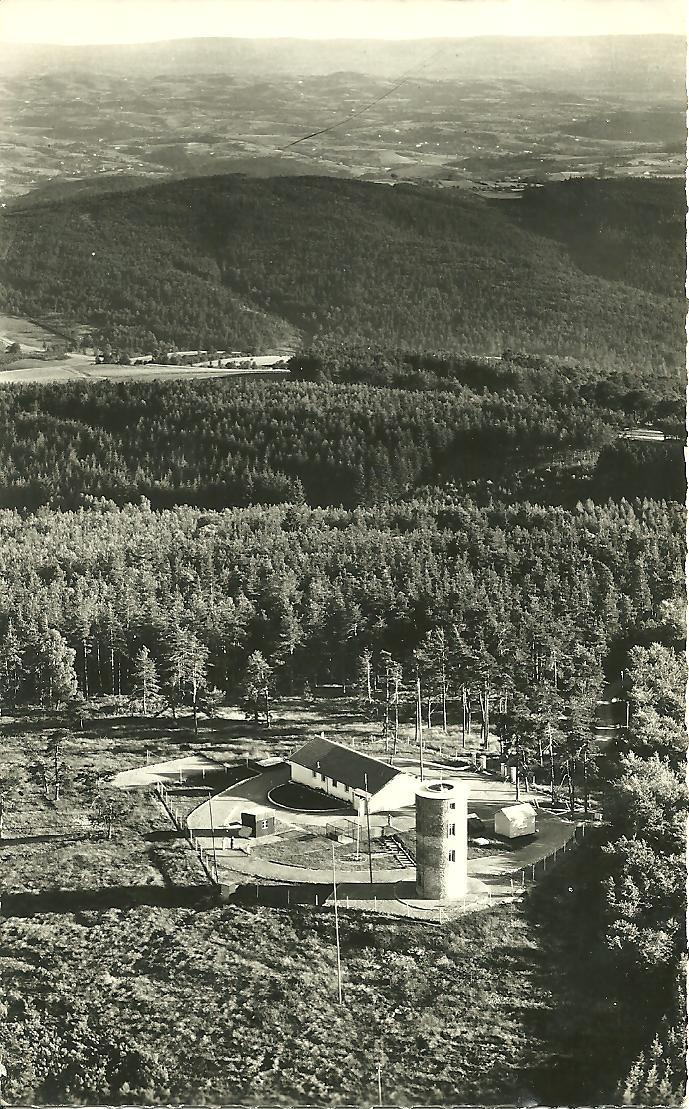
Vue aérienne du mont Boussuivre avec la base militaire avant la construction du relais hertzien.

Le lieu est mentionné dès 1239 dans le cartulaire du Lyonnais sous le nom de Dalmatus de Beaucero. Au XIVe siècle, le nom devient Buessuevre puis Boussièvre et enfin Boussuivre, donnant par extension son nom au ruisseau prenant sa source sur le mont et s'écoulant dans une vallée encaissée le versant rhodanien pour enfin jeter dans la Turdine à Tarare. Le chantier de la jonction autoroutière A89 Balbigny/La Tour de Salvagny emprunte cette même vallée.
Le site a été un des points de triangulation de la France. Une borne en pierre de l'époque napoléonienne insérée dans la maçonnerie de la tour Matagrin témoigne de ce passé.

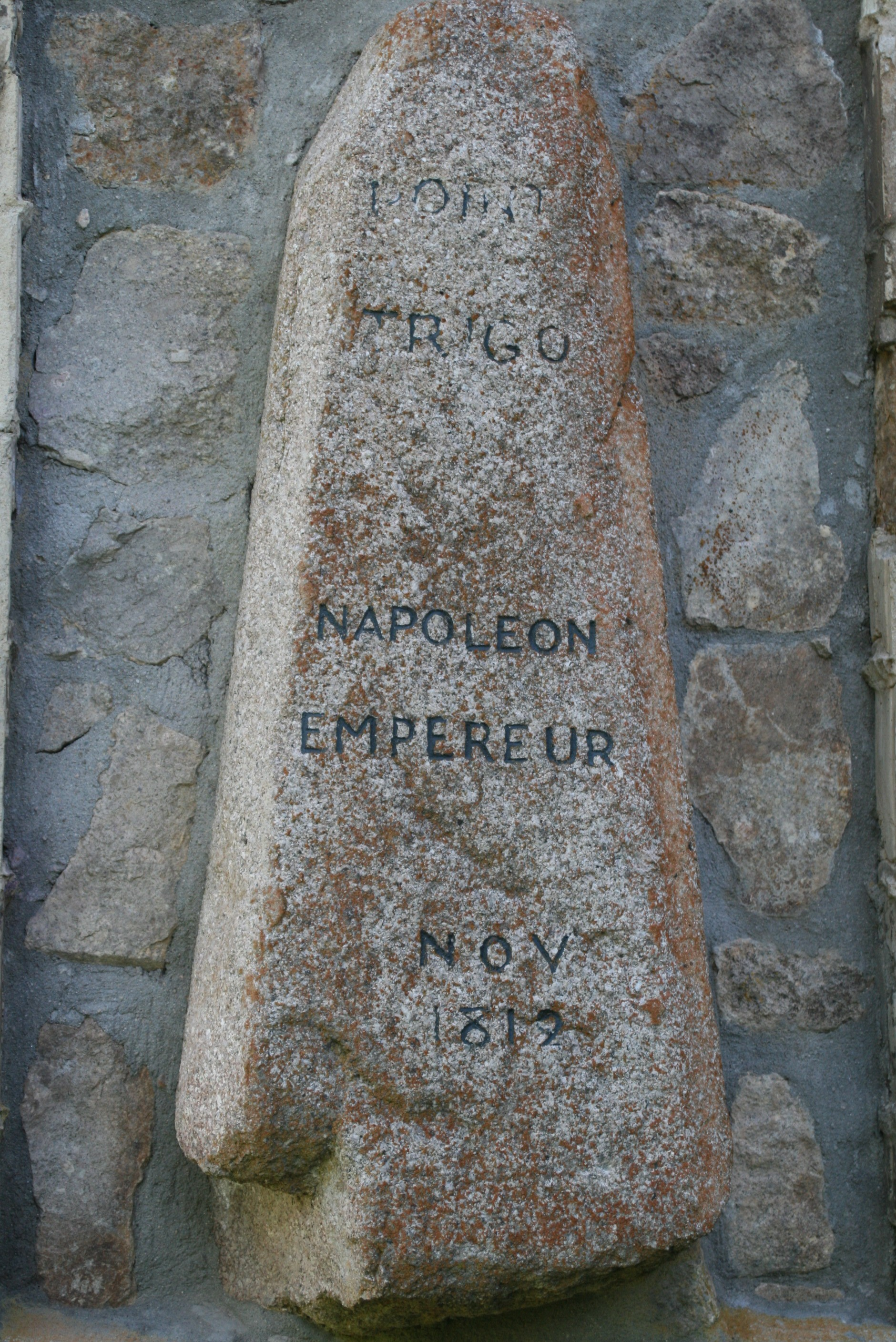
La borne napoléonienne fixée aux murs de la Tour.

La tour Matagrin est un édifice circulaire en pierre datant de 1876. C'était autrefois un relais de chasse construit pour l'usage d'un notaire, maître Matagrin, alors propriétaire des terrains alentour. Le bâtiment était initialement pourvu d'un toit conique recouvert d'ardoise qui a disparu à la Libération.
Plus tard, une base militaire de l'armée de l'air y était installée et le site servait de repère pour l'aviation civile et militaire. En 2007, la mairie a soumis le projet de trois architectes à la population afin de choisir le mode de réhabilitation du bâtiment comprenant notamment la remise en place d'un toit comme sur le plan d'origine. Le 6 avril 2012, un nouveau toit est hissé au sommet et la tour Matagrin reprend son aspect originel.
« La Tour » est la vitrine du village et attire nombre de promeneurs et touristes aux beaux jours. Une table d'orientation à 360° placée au sommet permet de contempler, par temps clair, un paysage s'étendant sur 14 départements. À l'aube, aux premières gelées, on peut contempler le mont Blanc très distinctement et toute la chaîne des Alpes émergeant de la brume à l'est.
Le panorama couvre le Roannais, Tarare et le Beaujolais, les Alpes depuis le massif du Mont-Blanc jusqu'au massif de l'Oisans et la barre des Écrins, le Bugey et la plaine de Lyon en avant plan. Au sud apparaissent les crêts du Pilat, le Mézenc, les monts du Forez et de la Madeleine.
Située dans le bâtiment à proximité de la tour, on aperçoit une petite boutique offrant un mélange de produits régionaux et artisanaux issus des Montagnes du matin et du Pays de Tarare (plus de vingt exposants). Une expo-vente ainsi qu'une buvette sont également assurés en période estivale. Gérée par l'association « Les amis de la tour Matagrin », la boutique est ouverte au public les après-midi à partir de fin avril jusqu'à fin septembre selon les conditions climatiques.
Une deuxième tour, plus haute, a été construite à proximité de la tour Matagrin. Il s'agit d'un relais hertzien de télécommunications. C'est ce deuxième repère qui est visible à plusieurs dizaines de kilomètres à la ronde et qui permet de situer précisément Violay.

#### Chapelle Saint-Roch
La chapelle Saint-Roch a été édifiée au cours du XVIIe siècle et a une origine comparable à la basilique Notre-Dame de Fourvière à Lyon ou plus modestement, à son homonyme, la chapelle Saint-Roch de Rozier-en-Donzy. Vers 1628 le Forez est foudroyé par une épidémie de peste. Alors que la maladie fait des ravages, le culte de Saint Roch passe pour éloigner le fléau. En signe de piété et avec l'aide financière de la puissante abbaye de Savigny, dont la paroisse dépendait à l'époque, l'édification d'une chapelle est décidée dès 1679. Elle sera achevée en 1691.
Pendant la Révolution française, elle sert de lieu de réunions. Très détériorée, à la suite de cette période de troubles, la chapelle ne sera rouverte au culte qu'en 1818 après travaux. Elle a de nouveau fait l'objet d'une importante restauration à la fin des années 1990 ainsi que son parvis.

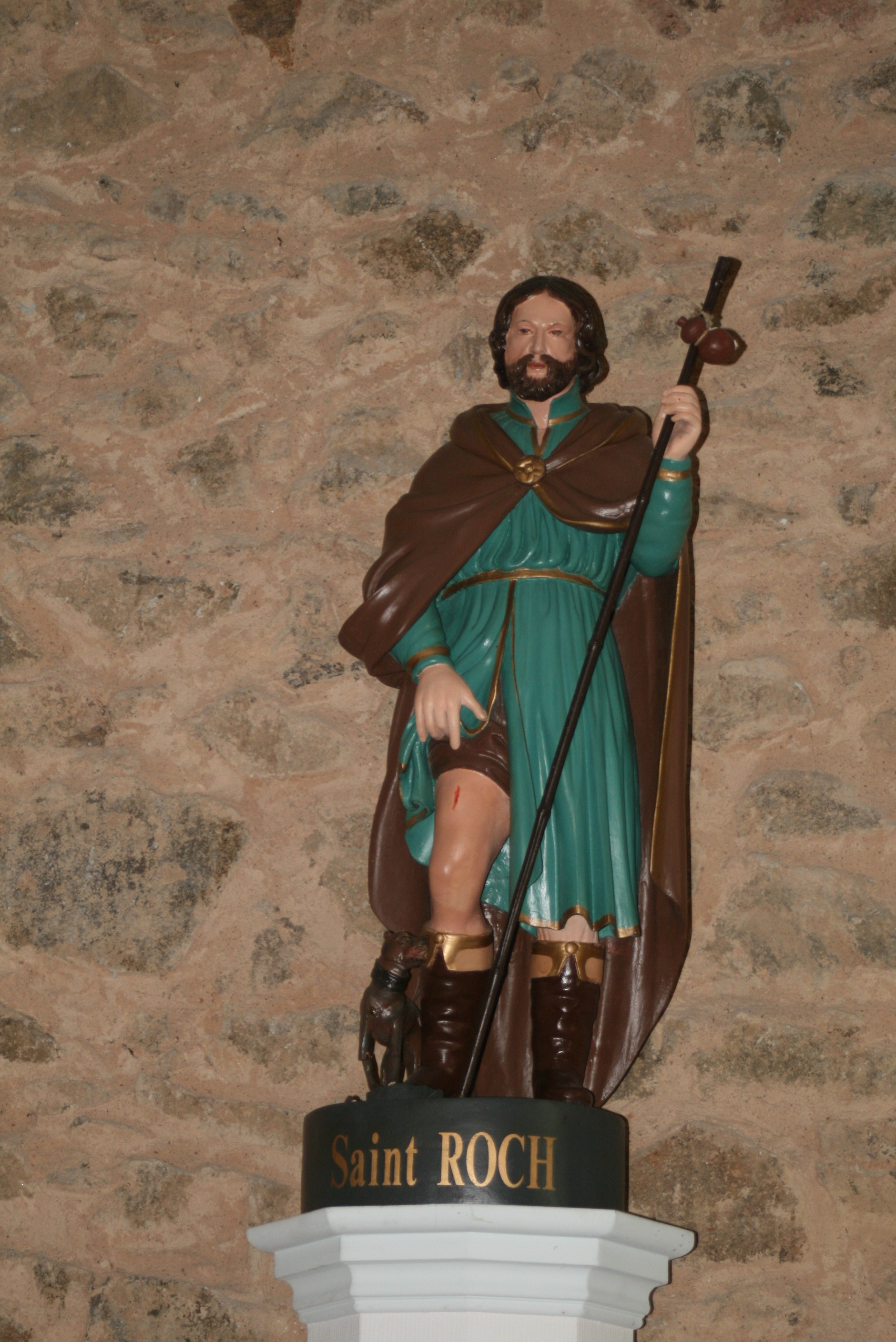
Saint Roch.
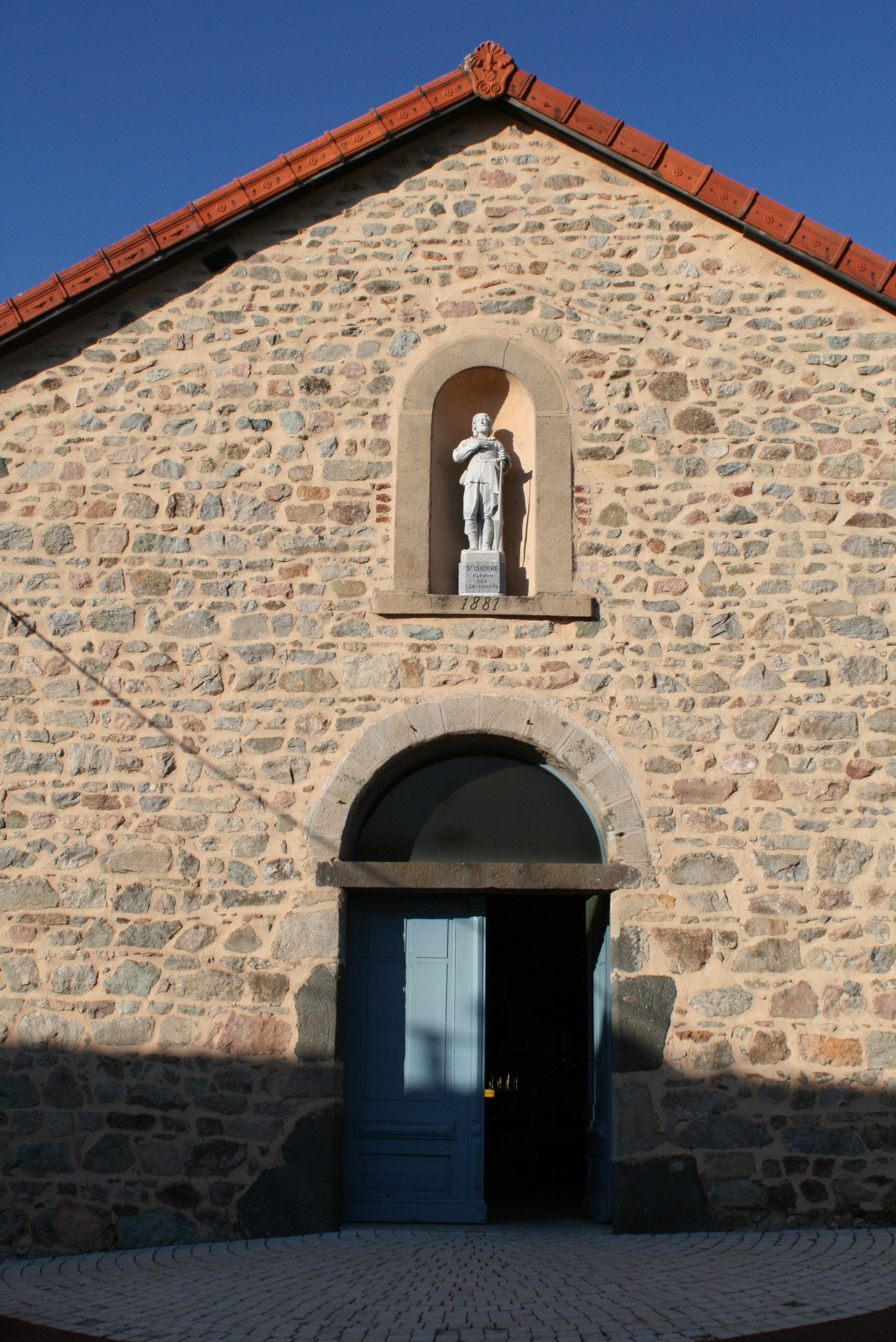
La façade de la chapelle.
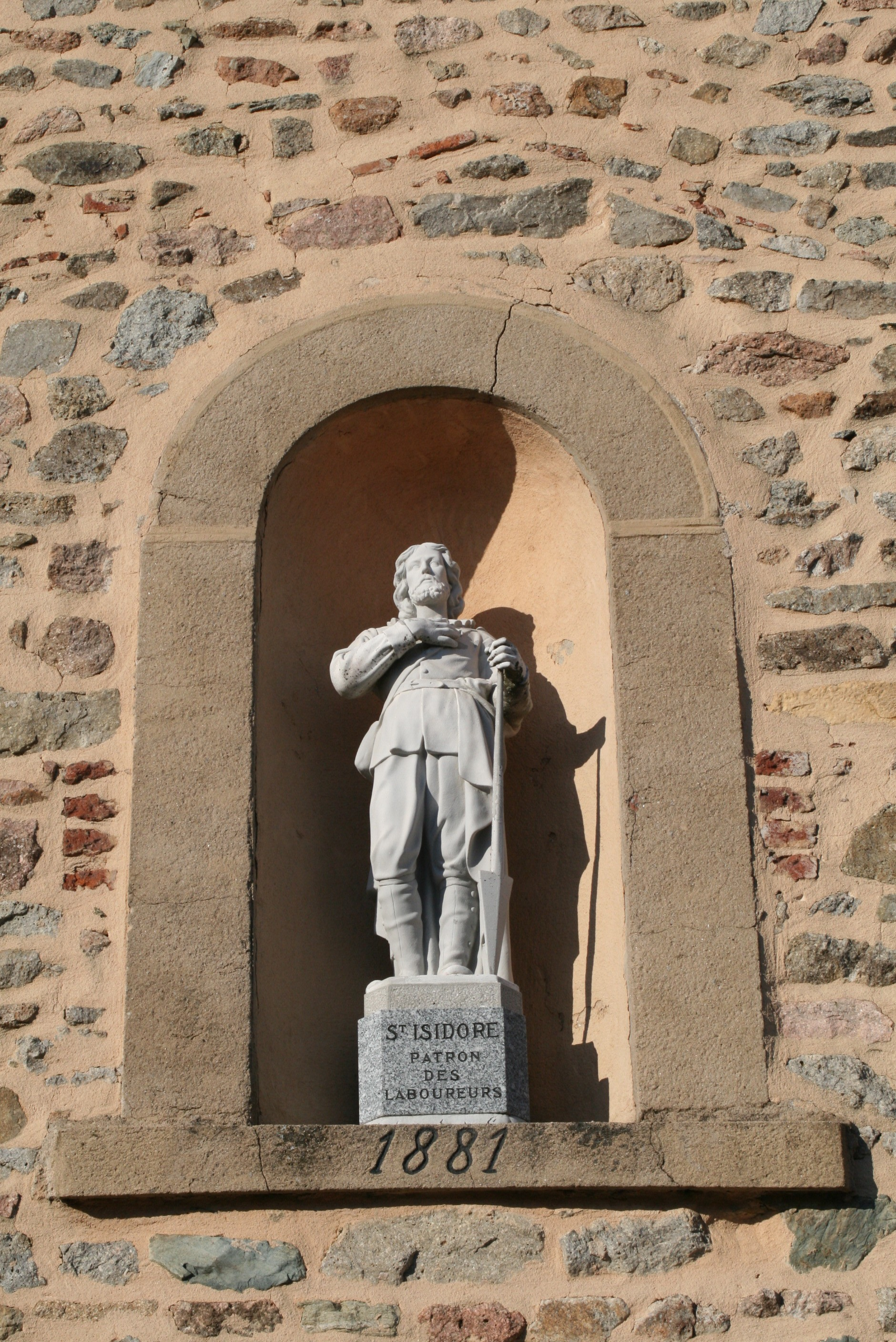
Saint Isidore, patron des laboureurs.
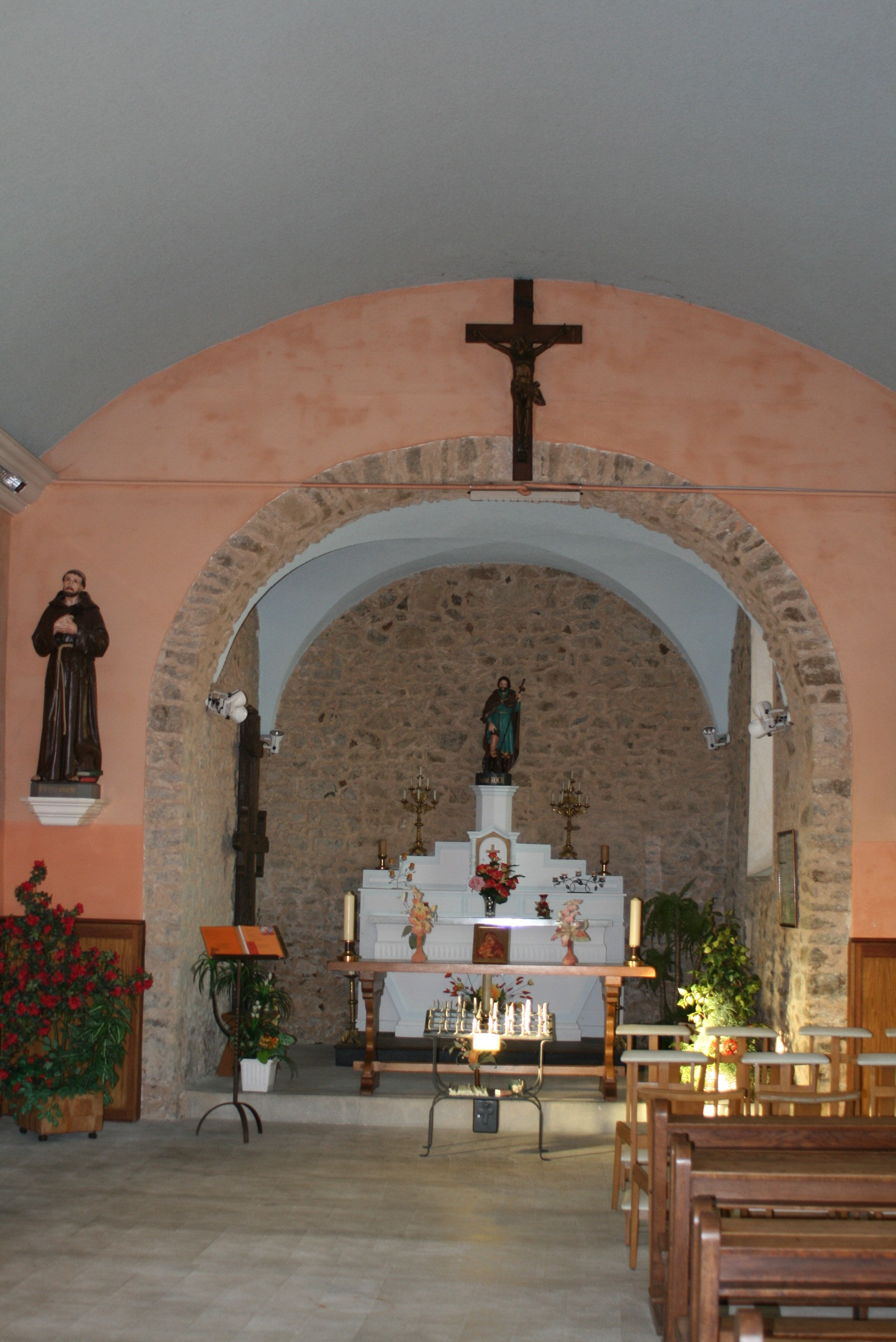
L'intérieur de la chapelle.

#### ÉgliseSaint-Georgesde Violay

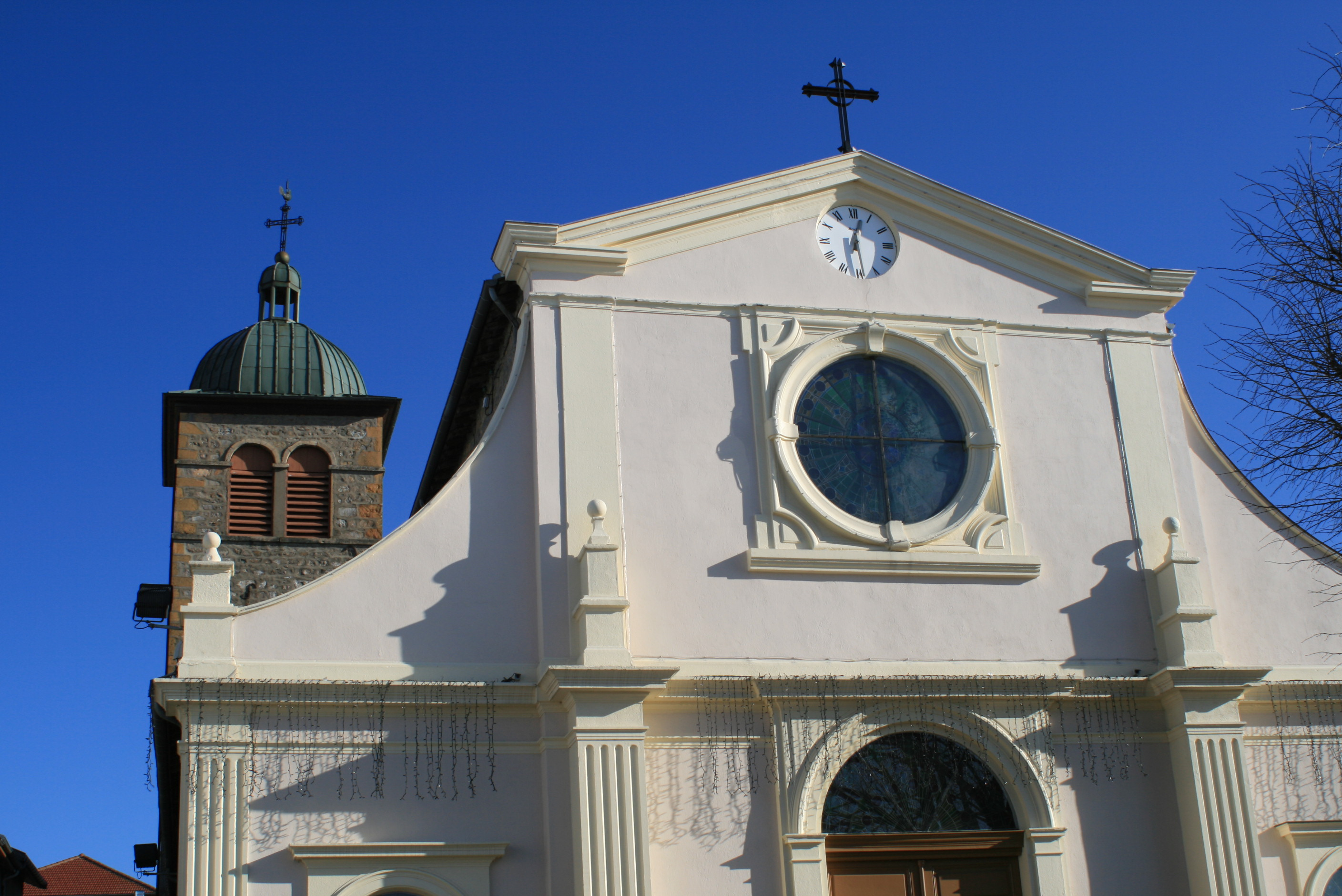
Frontispice néoclassique de l'église de Violay.

C'est en 1834 que commence à Violay la construction d'une nouvelle église. Le chantier est coûteux et l'octroi de 1 000 francs du gouvernement de Louis-Philippe Ier représente peu face aux 17 000 francs estimés nécessaires au chantier. C'est la générosité des fidèles qui fera recette : apport de fournitures et de main-d'œuvre au chantier. Les enfants du village collectent, sur le chemin de l'école, des petits cailloux qui serviront à bâtir tout un mur de l'édifice. Elle sera achevée en 1836.
Le clocher restera en chantier jusqu'en 1847 faute de fonds suffisants, soit onze ans après la consécration de l'église.
La toiture est exécutée en forme de dôme peu commune dans les environs.
Six cloches harmonisées sonnent les heures, les quarts d'heure, l'angélus, le glas, les messes et autres célébrations religieuses. Depuis 1945, le tocsin a retenti deux fois, pour des incendies.
Dans l'ancienne église du bourg (détruite volontairement à partir du 24 juin 1834), au XVe siècle, on compte trois cloches.
En 1727, la dame de Noailly, connue à Violay par la légende de « la femme à deux têtes » fait refondre l'une d'entre elles par piété en ajoutant des écus de France à la coulée. La bénédiction a lieu le 30 août 1727 en même temps qu'une cloche destinée à la chapelle de Montchal.

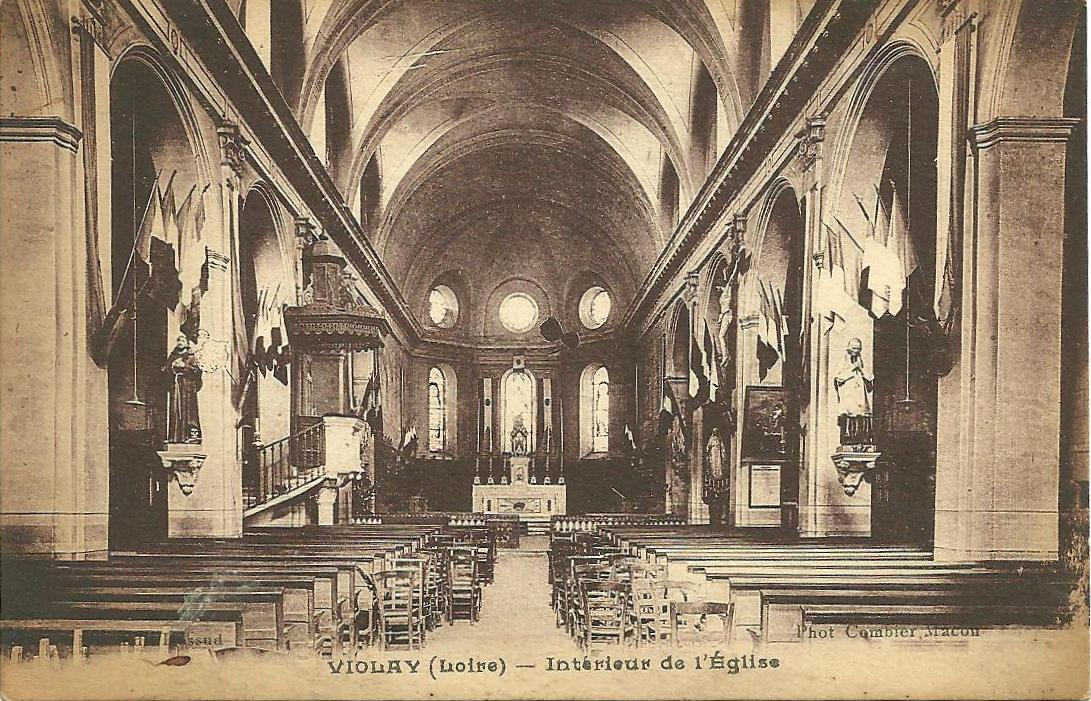
Vue ancienne de l'intérieur de l'église de Violay.

À l'époque de la Révolution, le décret du 23 juillet 1793 ordonnait que « chaque commune ait la faculté de conserver une cloche qui serve de timbre à son horloge » (cloche civique). Violay aurait dû envoyer deux cloches à la fonte mais rien ne fut envoyé, au contraire, une des cloches fut camouflée.
En 1805, cette cloche fut fondue et permis d'en obtenir deux : 1 592 livres pour l'une et 500 pour l'autre. C'est donc quatre cloches qui sont installées sur le nouveau clocher en 1847. Mais en 1865, une refonte générale est décidée par le curé et la suppression de la cloche de « la dame de Noailly » provoque des remous parmi les villageois.
Depuis 1865, six cloches harmonisées sont réinstallées sur le beffroi :
|             | Poids de la cloche | Poids du battant | Note jouée |
| ----------- | ------------------ | ---------------- | ---------- |
| Cloche no 1 | 1 355 kg           | 50,50 kg         | ré         |
| Cloche no 2 | 927 kg             | 41,60 kg         | mi         |
| Cloche no 3 | 667 kg             | 29,80 kg         | #fa        |
| Cloche no 4 | 542 kg             | 25,80 kg         | sol        |
| Cloche no 5 | 376,50 kg          | 21 kg            | la         |
| Cloche no 6 | 254,50 kg          | 12,60 kg         | si         |

L'horloge de l'église a été posée en 1879 et financée par un don de 1 700 francs datant de 1867.

D'importants travaux d'étanchéité et de rénovation sont entrepris et donnent lieu au milieu de l'année 2021 à une inauguration publique. Les travaux sont en partie financés par la Fondation du Patrimoine et ont permis la mise en polychromie de l'intérieur de l'église. 

Vues sur l'autel de l'église rénovée
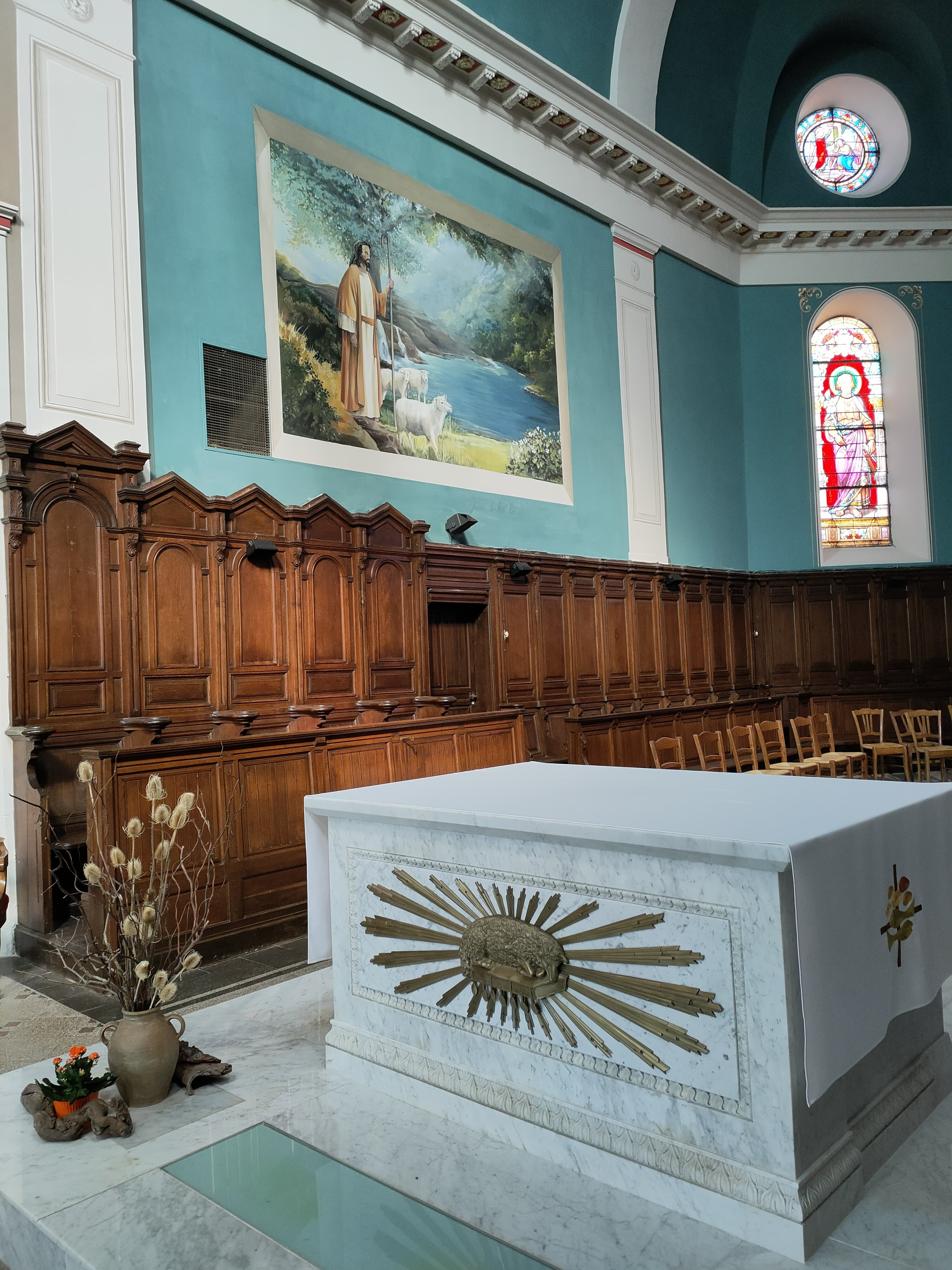
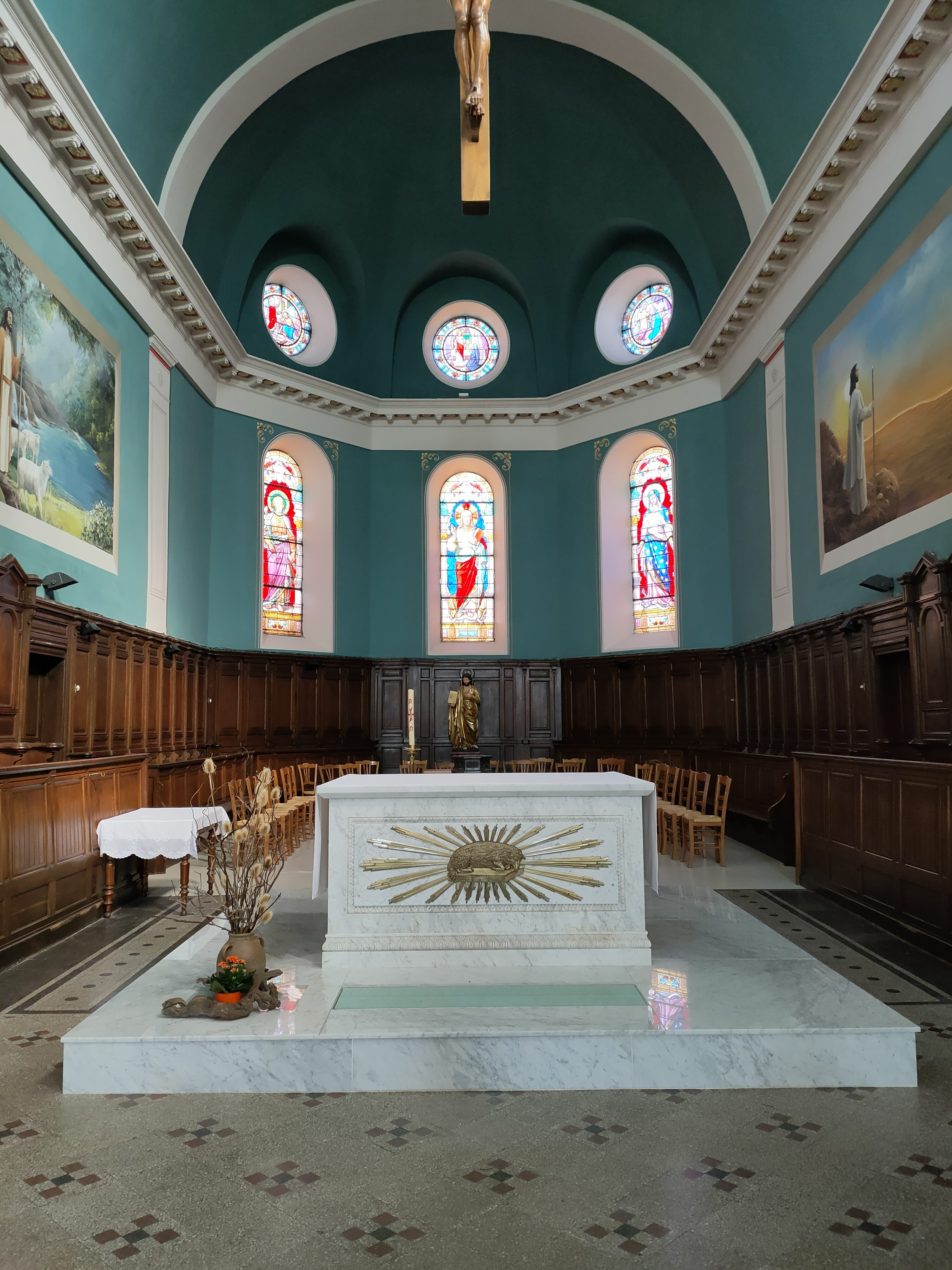
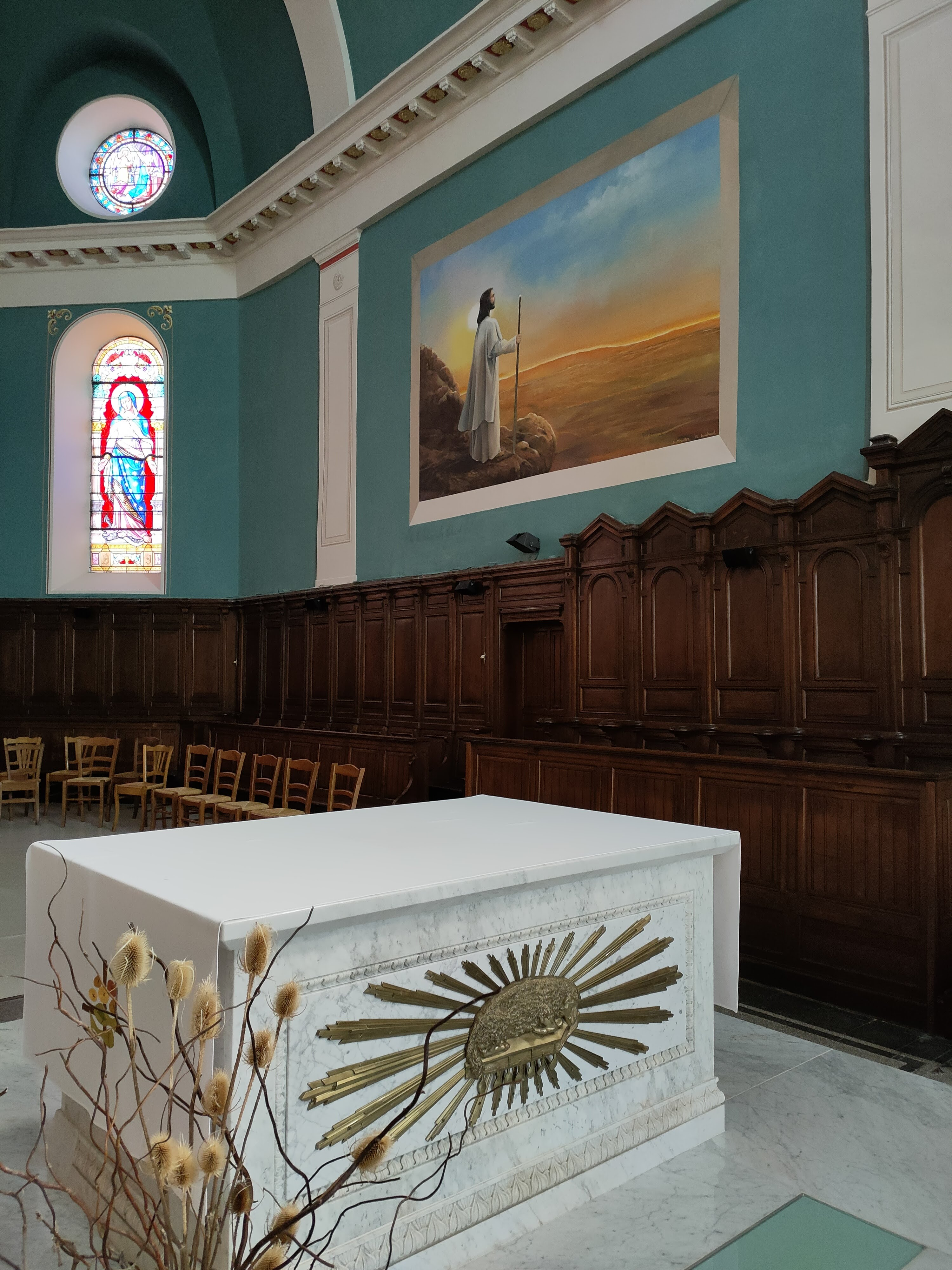

#### Ancienne église de Violay
On ne connaît pas la date exacte de construction de l'ancienne église Violay mais elle datait d'avant l'an 1000. Elle est cependant mentionnée en 998 dans un document de l'abbaye de Savigny. C'est le plus ancien texte relatant le village : Hugues, abbé de Savigny ayant édifié son château, y rattache l'église de Violleys.
En l'an 1000, on lit Ecclésia de Vyoleto, en 1207, Ecclesia de Vialesio, en 1225, Ecclesia de Vyoleis, en 1312, Ecclésia de Violes, etc.
Elle occupait l'actuelle place de l'église, petite, à une seule nef, et dotée de chapelles sur les côtés. Le compte rendu diocésain de 1660 la décrit comme bien tenue. À la Révolution, l'église ne sera ni dégradée ni transformée. Ce n'est que le 24 juin 1834 que l'on commence à la démanteler.

#### La Madone
La Madone est située sur une petite crête au bas de la rue Principale. La statue de la Sainte Vierge, dite Notre Dame de Violay, patronne des tisserands, a été érigée grâce à une souscription sous l'égide du curé Perret. Le site a été déboisé et restauré pendant l'été 2009.
Outre l'aspect religieux, les alentours ont été aménagés pour la détente et les loisirs avec une air de jeux ainsi que des tables pour le pique nique. On retrouve également un parc animalier regroupant un lama, un alpaga, des moutons d'Ouessant, des chèvres, des poules naines, des oies ainsi que des daims.

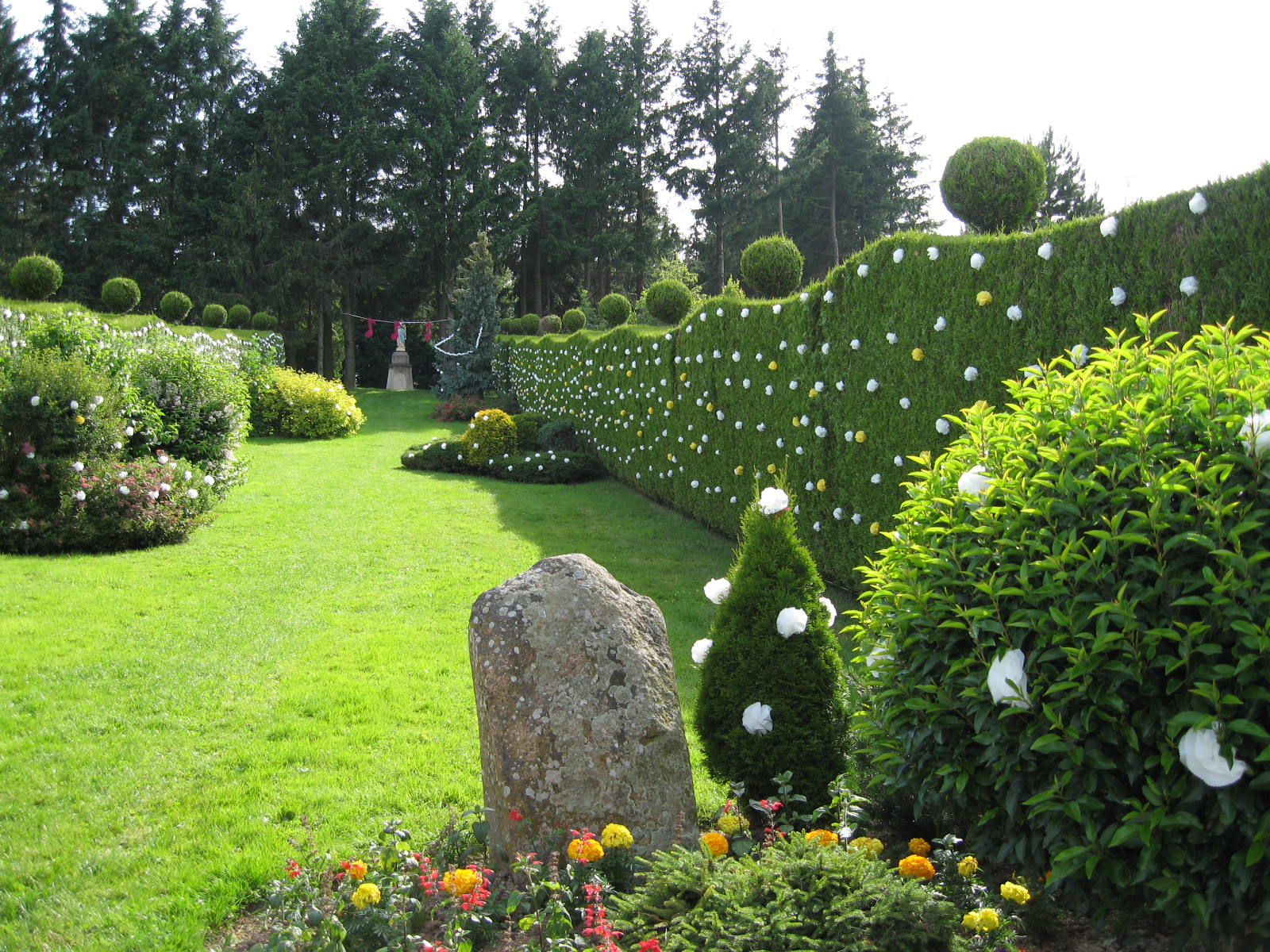
La Madone avant rénovation.
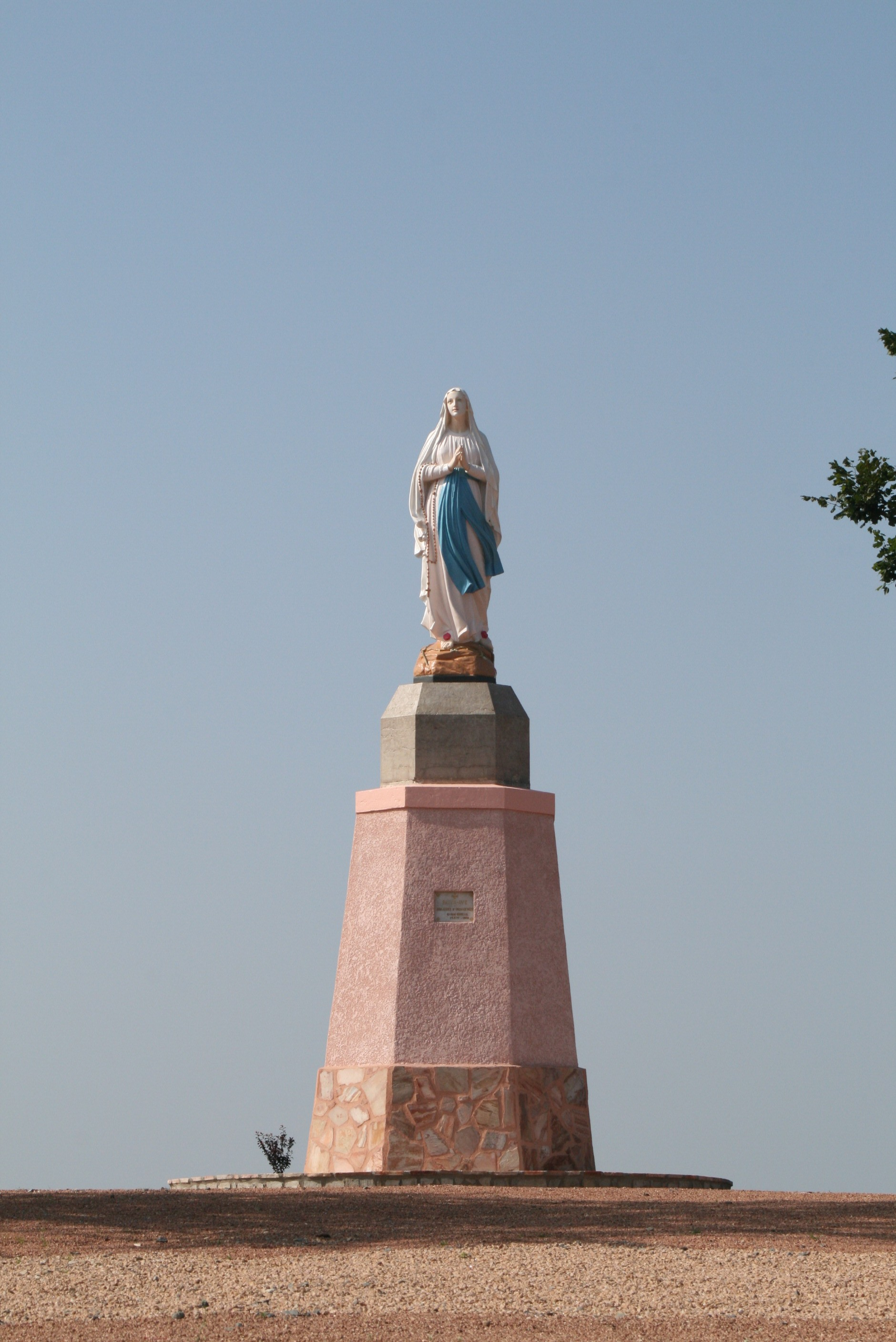
Notre-Dame de Violay.
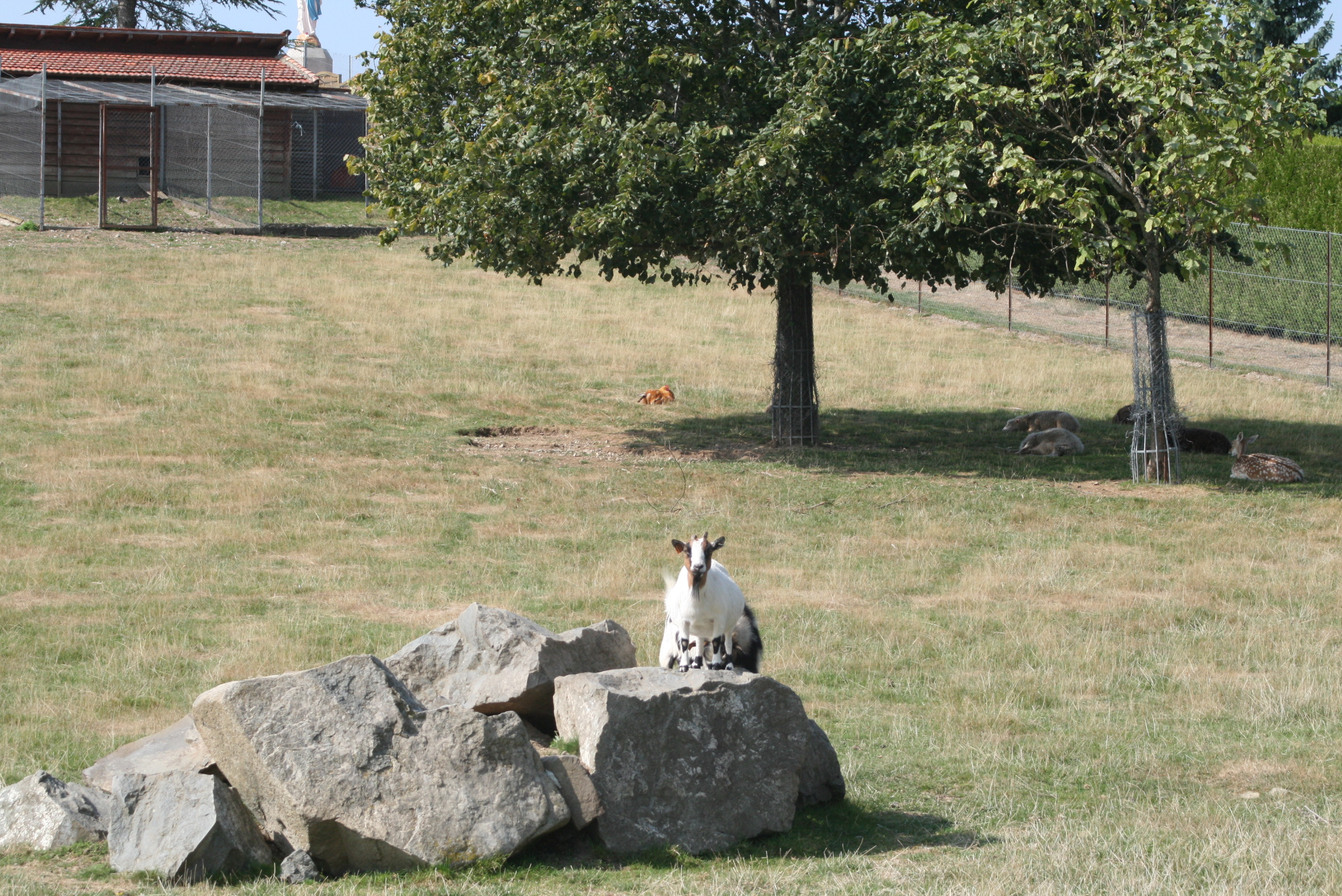
La ménagerie.

#### Les croix
Violay compte 28 croix, au bourg ou à la campagne, dans divers matériaux avec plus ou moins d'originalité.

Les croix de Violay
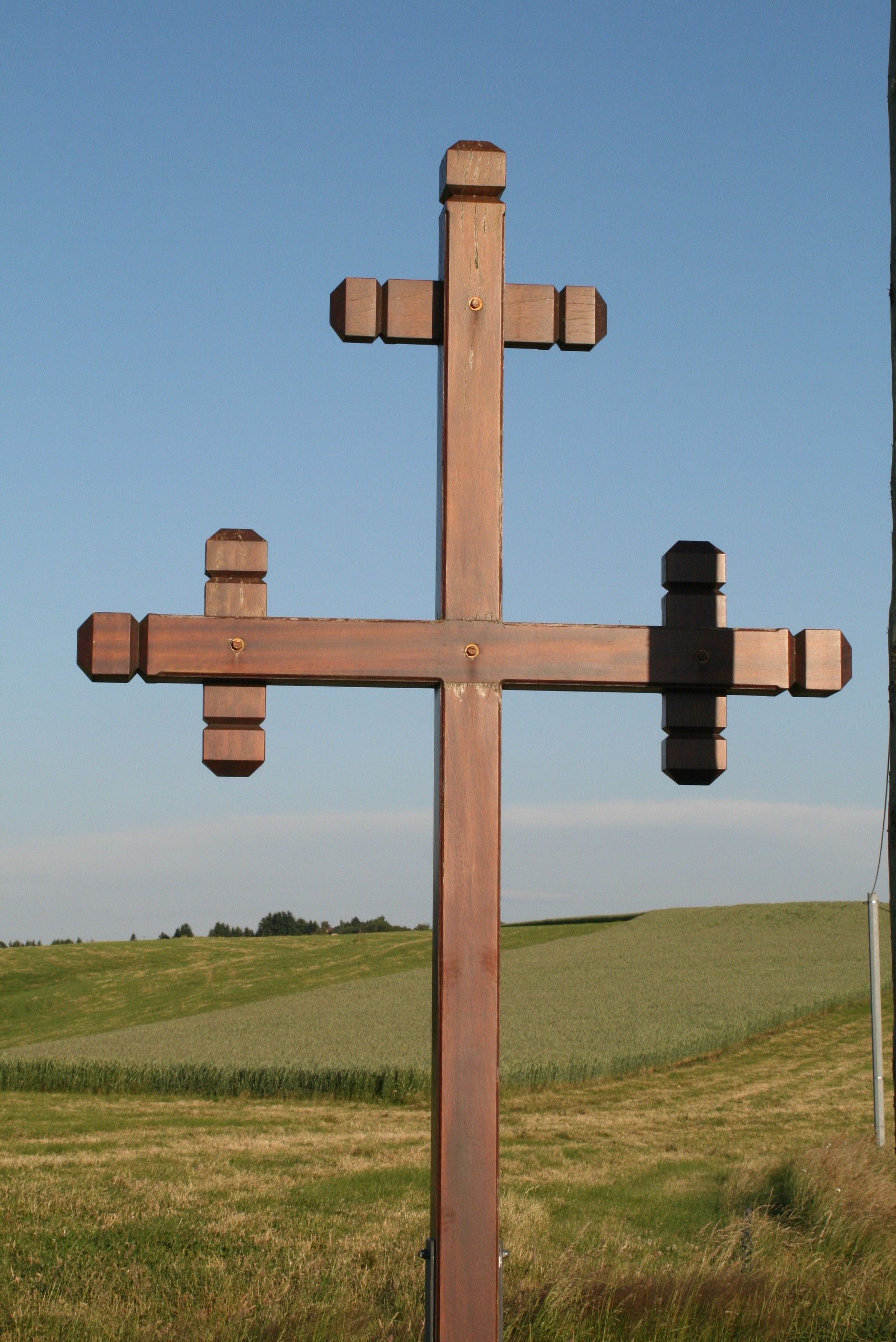
Les « Quatre Croix ».
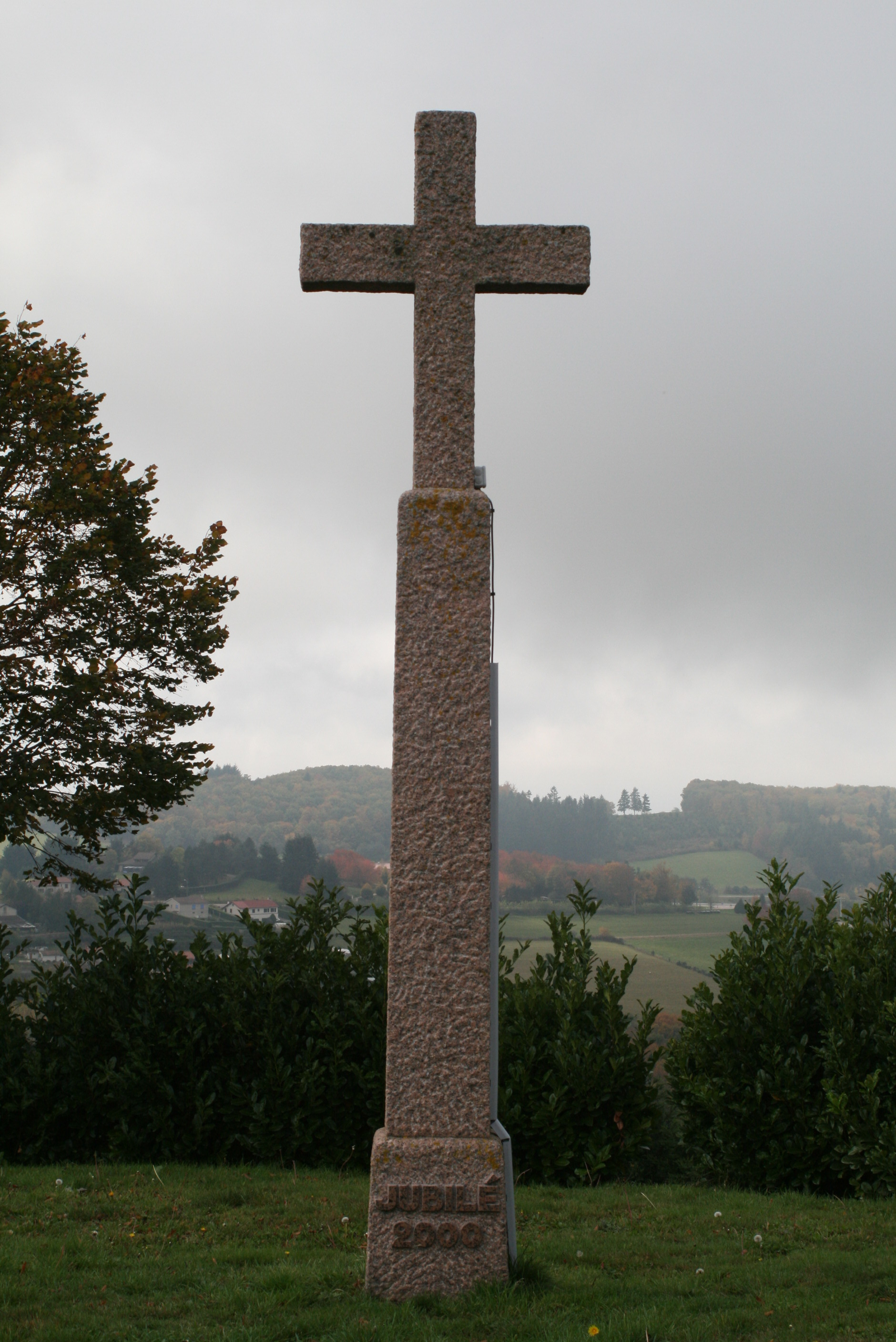
La Croix du Jubilé.
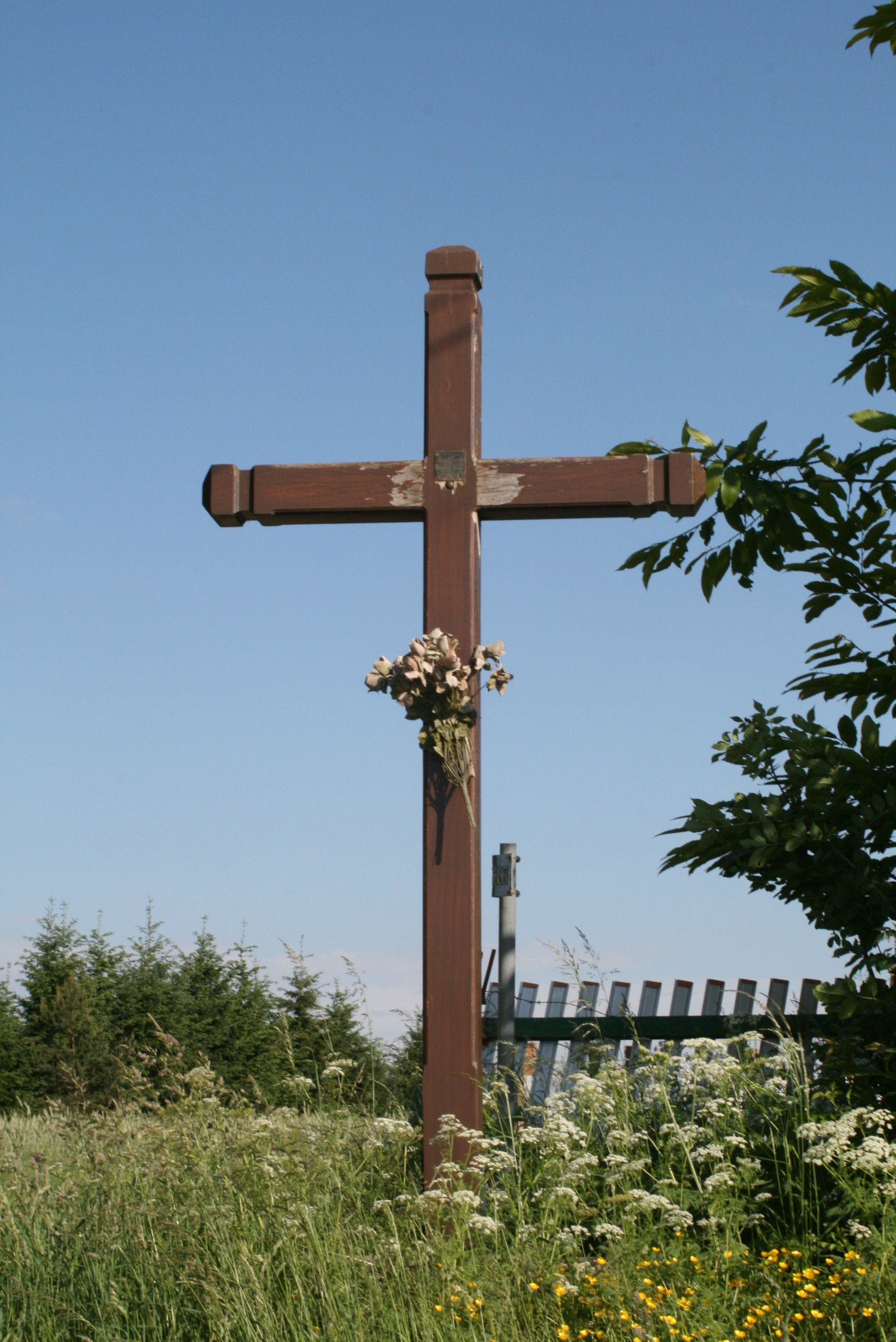
La Croix du Noir.
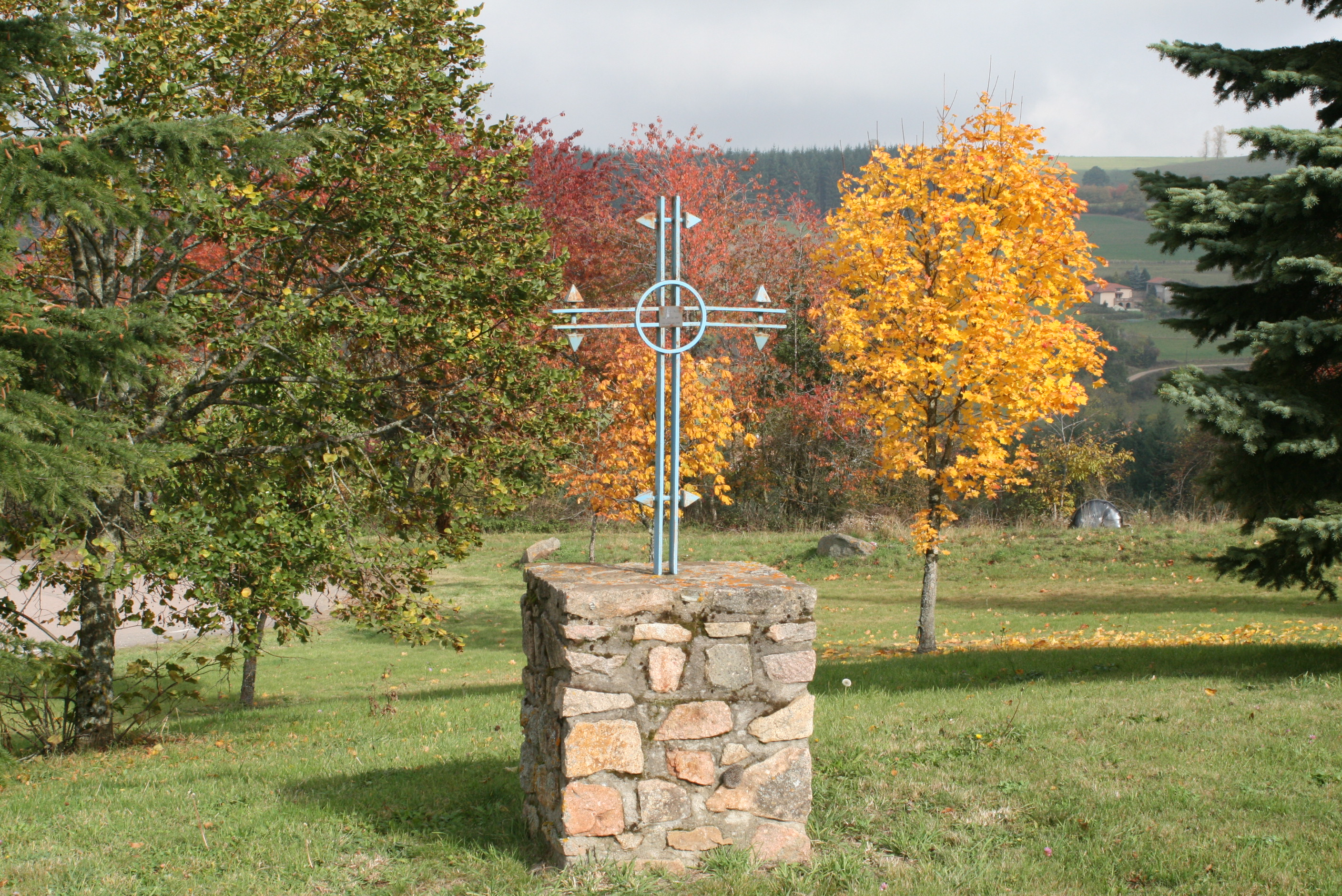
La Croix bleue.
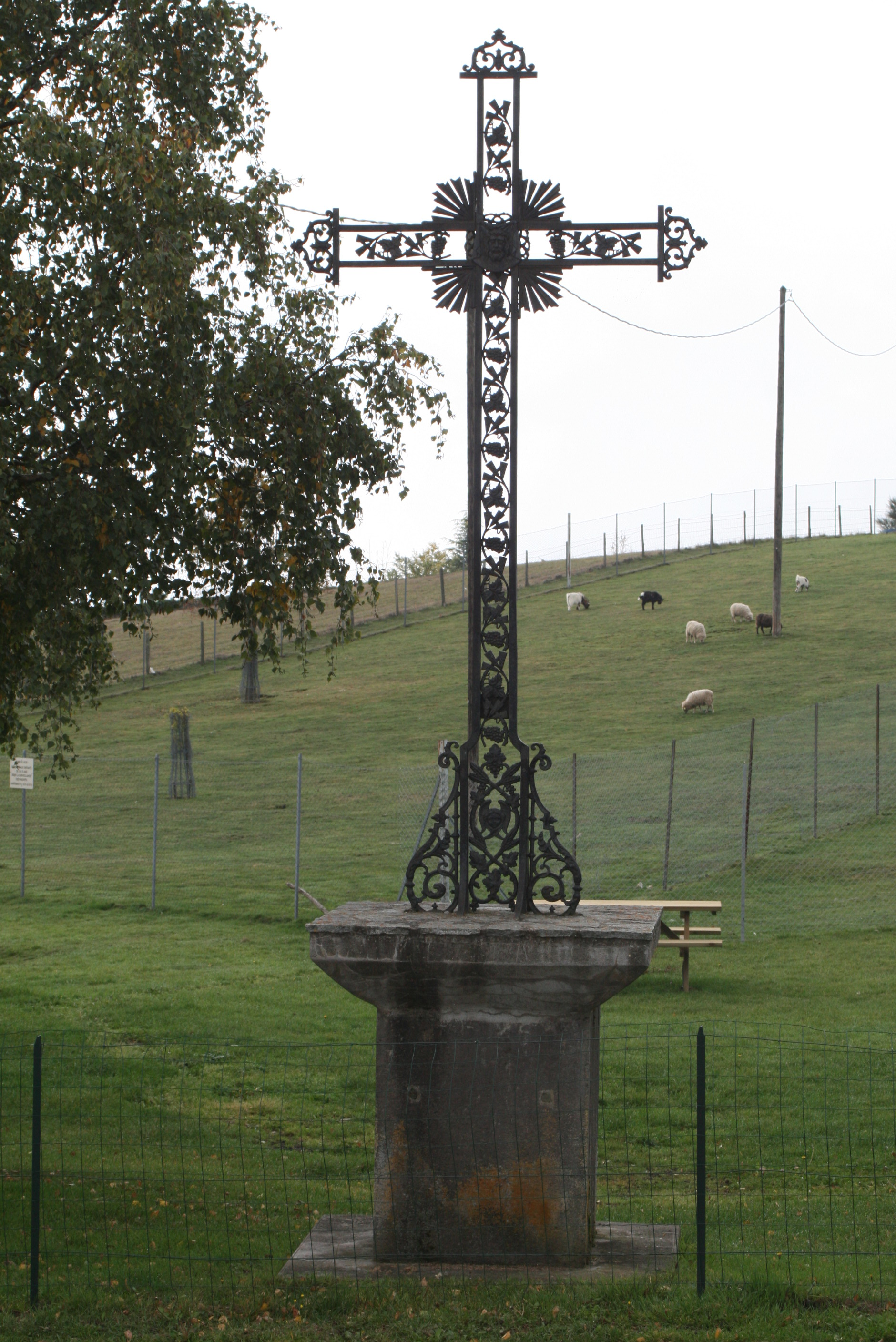
La Grand Croix.
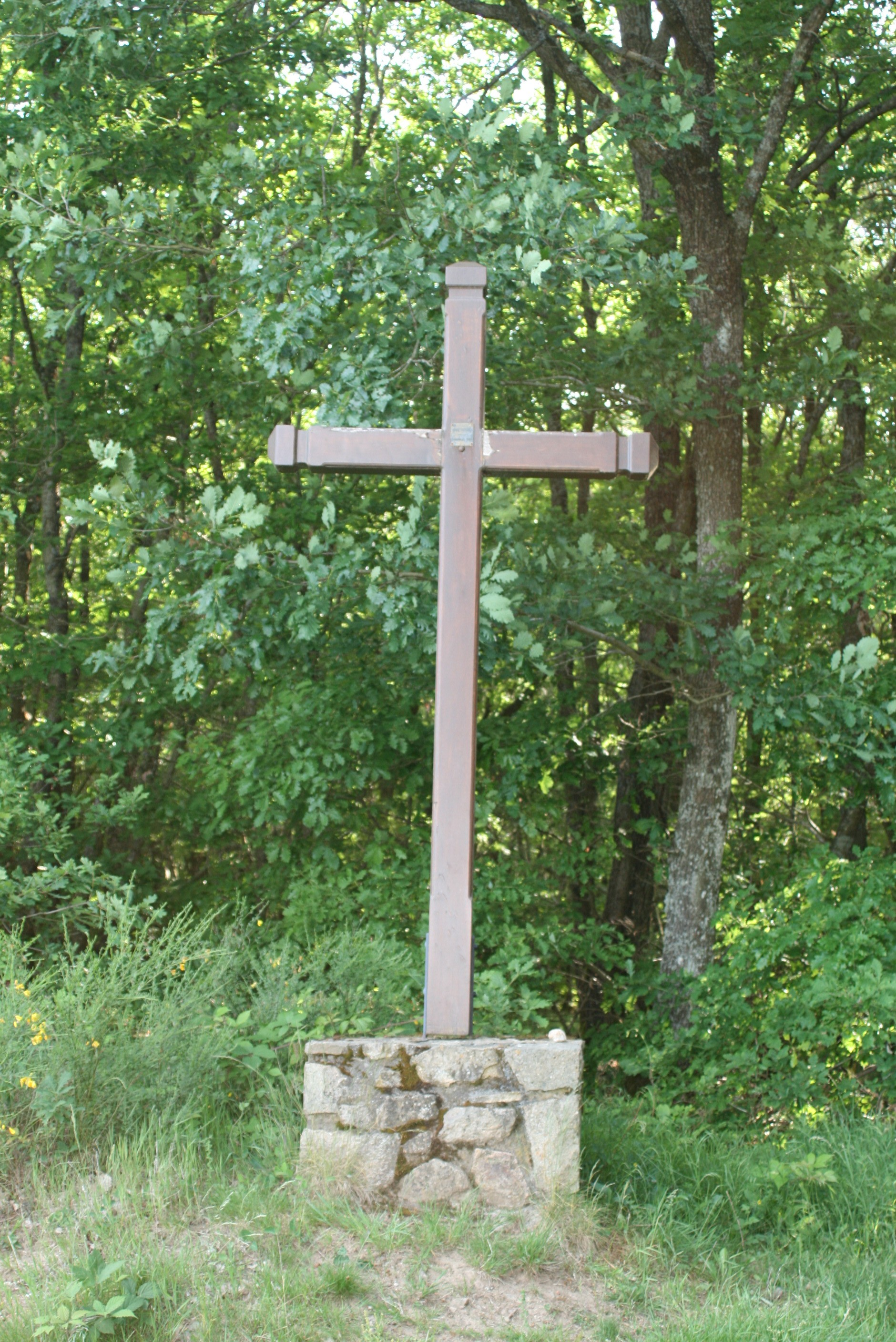
La Croix Thévenet.
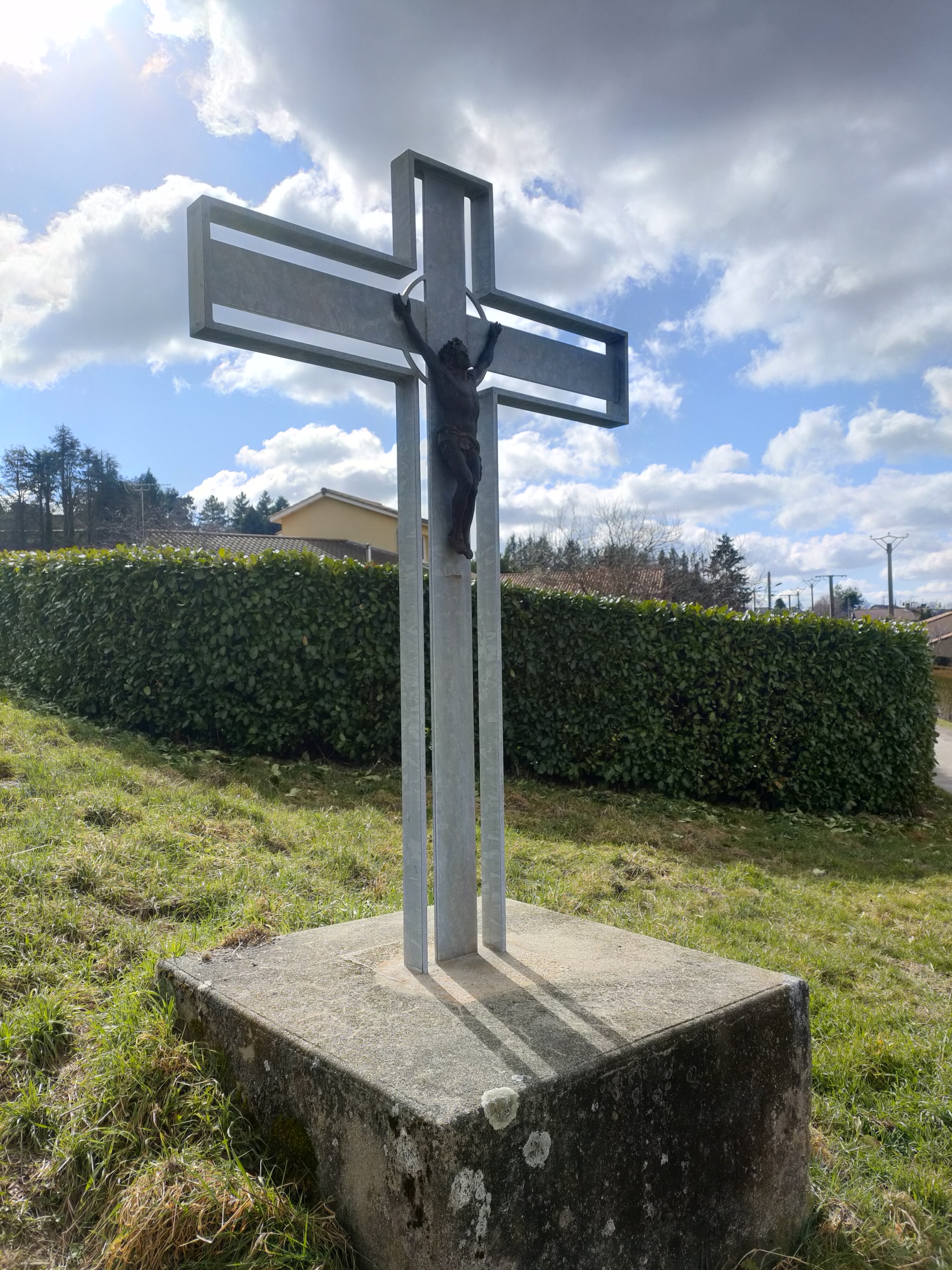
La Croix Girerd.

L'une d'entre elles est même associée à une légende : la croix de Monsieur Jean. Lors des douze coups de minuit la nuit de Noël, la croix s'ouvrirait pour découvrir un trésor, emprisonnant pour un an toute personne venu le récupérer et qui ne se serait pas retirée avant le douzième coup.

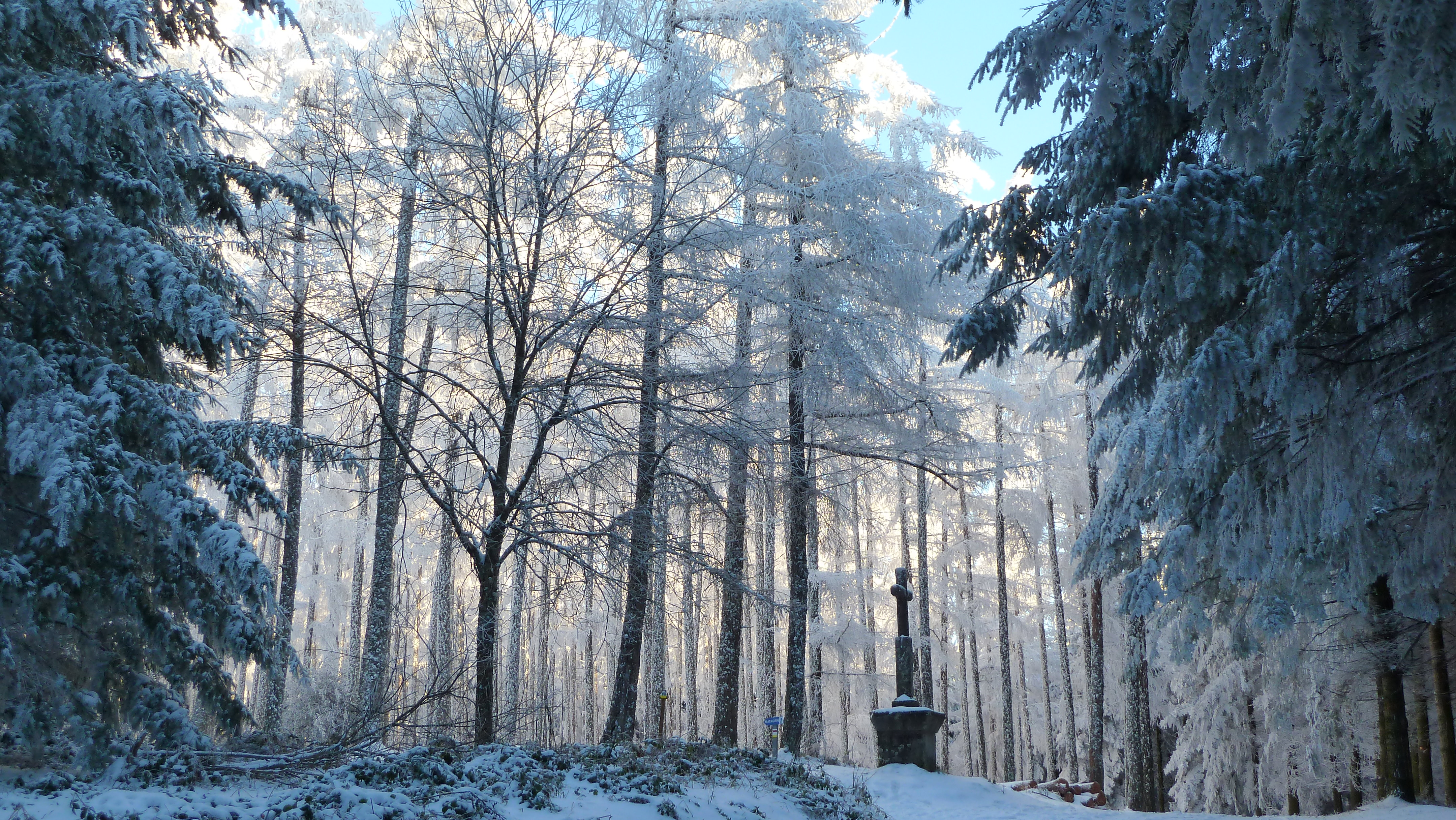
La croix de Monsieur Jean, associée à une légende populaire.

#### Coquille Saint-Jacques

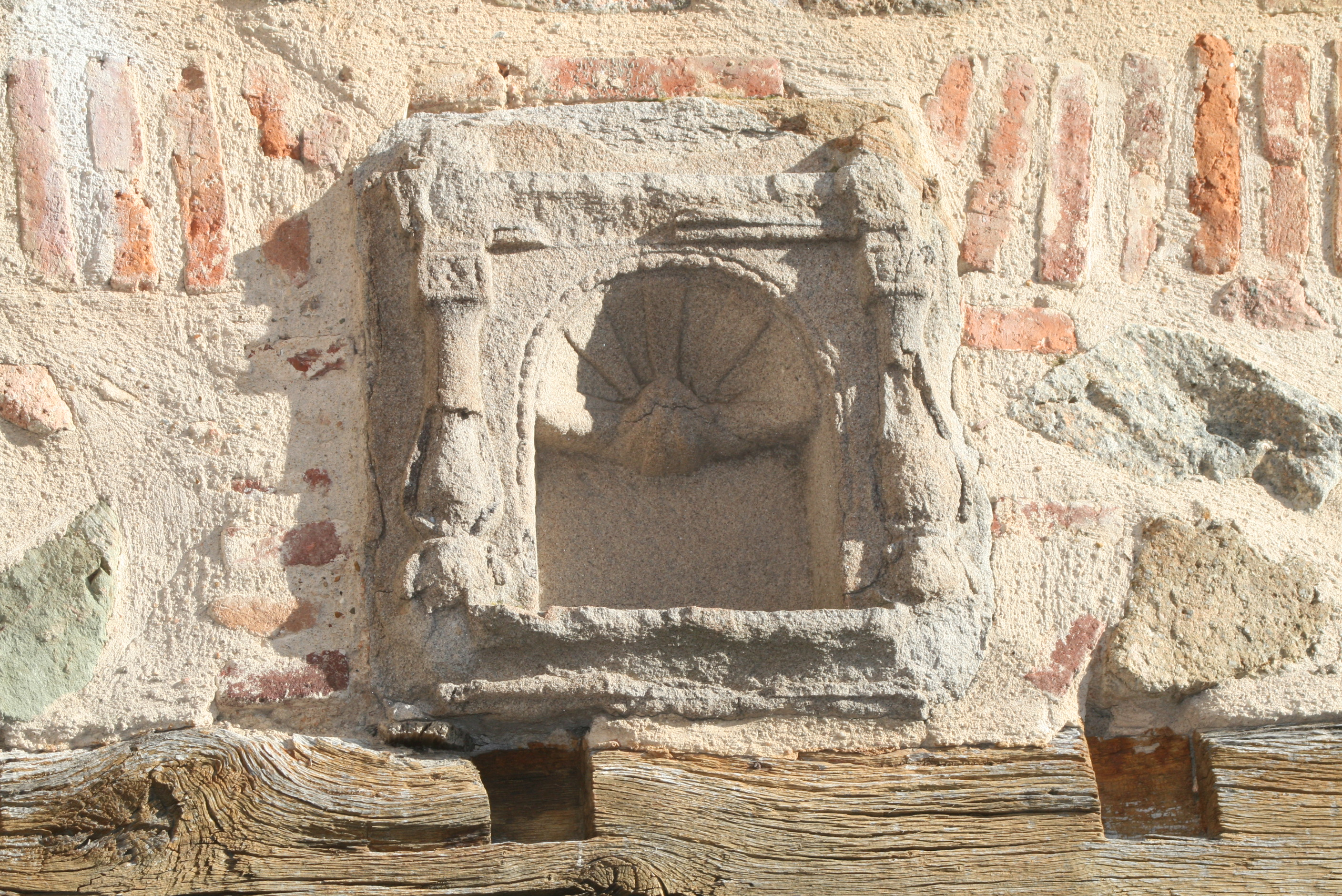
Coquille Saint-Jacques de Violay.

La coquille Saint-Jacques est une sorte de petite niche de pierre située au-dessus du linteau d'un portail d'une bâtisse du village et dont le sommet arrondi prend la forme très distincte d'une coquille Saint-Jacques.
Si on lui suppose une origine féodale, on peut affirmer que l'objet est lié aux pèlerinages chrétiens d'antan et notamment celui de Saint-Jacques-de-Compostelle. Lyon et surtout Le Puy-en-Velay étaient deux villes majeures sur le tracé du pèlerinage. Violay a peut-être joué (parmi d'autres communes) un rôle de village relais entre Lyon et Le Puy.
L'ancienne église du village construite en 998 a été volontairement rasée à partir du 24 juin 1834 du fait de sa vétusté. La coquille Saint-Jacques pourrait être un élément de cette église, conservé et réintégré en témoignage de ce passé perdu. Toutefois, aucun autre élément significatif dans la commune ne vient appuyer cet état de fait, ce qui renforce un peu plus le mystère autour de la coquille Saint-Jacques de Violay.

### Activités touristiques
Le territoire de la commune de Violay propose plusieurs activités touristiques dont :
- deux aires de pique nique de la Tour Matagrin, du haut de laquelle on retrouve un balcon avec une table d'orientation de 360° ;
- des randonnées pédestres et VTT dont le GR7 (quatre circuits de randonnées balisés) ;
- deux sentiers pédagogiques, le premier à proximité de la Tour Matagrin et le second autour de la zone humide de Fontbonne, ce dernier étant mis en place par la Direction Régionale de l'Environnement, de l'Aménagement et du Logement (DREAL)[39] ;
- du VTT de descente et du bikepark, notamment grâce à l'association de VTT de descente de Violay et à l'Office National des Forêts ;
- un plan d'eau avec air de pique nique du côté de Fontbonne[40] ;
- un jeu de piste (chasse au trésor), appelé « Randoland », à destination des familles et des enfants[41] ;
- une piste d'envol de parapente officialisée par la Fédération Française de Vol Libre, au pied de la tour Matagrin[42] ;
- un parc animalier avec aire de jeux et de pique nique, aux alentours de la Madone[43] ;
- un parc aventures type accrobranche avec sport de grimpe et de corde, vers la zone d'activités de la Berchère[44] ;
- les différents monuments (la chapelle saint Roch, l'église, la madone, les 28 croix).

La Place Fouillat est inscrite comme aire de covoiturage au sein de l'application Mov'ici (branche Auvergne-Rhône-Alpes de la solution de mobilité Mobicoop), permettant de réaliser des trajets ponctuels ou réguliers entre Violay et un autre lieu de la région.

#### Tunnel de Violay
Le tunnel de Violay est un tunnel routier traversé par l'autoroute A89 ouvert en janvier 2013. D'une longueur de 3 900 mètres, il est le 8e plus long de France. Situé à Violay dans le département de la Loire, le tunnel permet à l'autoroute de passer du département de la Loire au département du Rhône.

### Personnalités liées à la commune
- Michel Moskovtchenko, artiste peintre, graveur et sculpteur né en 1935, vécut son enfance à Violay où son père fut médecin jusqu'en 1947[45].

### Langue régionale locale
La langue régionale parlée traditionnellement à Violay est le francoprovençal, plus précisément il s'agit de sa variété forézienne, quoique la commune se situe à sa zone de rencontre avec le francoprovençal des Monts du Lyonnais.

### Héraldique, logotype et devise
| Violam SequimurParti de pourpre et d'argent au chevron de l'un à l'autre accompagné en pointe d'une cloche d'or, au chef du même chargé de trois roses de pourpre | Parti de pourpre et d'argent au chevron de l'un à l'autre accompagné en pointe d'une cloche d'or, au chef du même chargé de trois roses de pourpre Violam Sequimur (« Nous suivons la violette ou le violet ») |

« Les armoiries de Violay évoquent le pourpre, couleur parlante qui symbolise la tempérance et de l'apaisement.
Le chevron représente l'autorité, la valeur morale, la puissance ; mi-argent mi-pourpre il est l'image de la cohésion de la communauté.
La cloche d'or rappelle la légende selon laquelle des pièces d'or ont été fondues dans le métal, pour donner plus de finesse au son. Elle est le symbole du rassemblement, traditionnellement réservée à l'église et aux titulaires des charges municipales pour éloigner le mauvais esprit et prévenir la cité d'un danger imminent.
Les roses évoquent les familles seigneuriales de Noailly et de Villette qui les portaient dans leurs armoiries.
Les métaux reprennent l'argent, symbole de sagesse et de prospérité, tandis que l'or est le symbole de la justice, de la richesse et de la grandeur d'âme. »

### Reconnaissance et distinction

#### Label «Station verte»
De nombreuses activités touristiques, sportives et autres aménagements ont vu le jour ces dernières années sur la commune. C'est grâce à une offre de loisirs multiple que Violay est devenu en juillet 2016, le sixième village de la Loire à obtenir ce label.

#### Label «Sport Nature»
La municipalité a déposé un dossier de candidature au Département et il semblerait que le village de Violay ai été retenue pour recevoir le label courant 2018, sous réserve que certains points de complément soient réalisés. Le label est finalement accordé au cours de l'année 2020.

#### Signalétique «Terre de tisseurs»
À l'instar de 20 autres communes de la Loire, Violay bénéficie d'une signalétique particulière liée à son identité industrielle centrée sur le domaine du textile. Les établissements Linder en sont le témoignage le plus important.
En 1991, Petrus Marsande, accompagné par sa femme Paulette, découvre une nouvelle manière innovante en termes de tissage et reçoit des mains du ministre de la culture de l'époque Lionel Jospin, le titre de meilleur ouvrier de France dans la catégorie tissage.